# Furusiyya FEI Nations Cup 2016
Der Furusiyya FEI Nations Cup 2016 ist die vierte Saison des Furusiyya FEI Nations Cup der Springreiter. Dieser steht in einer über hundert Jahre andauernden Tradition von Nationenpreisturnieren im Springreiten.

## Ablauf und Reglement der Turnierserie
Das Reglement des Furusiyya FEI Nations Cups wurde im Grundsatz beibehalten, jedoch erneut in verschiedenen Punkten im Vergleich zum Vorjahr angepasst. Es blieb bei sieben (theoretischen) Ligen, die über die Welt verteilt sind: Europa 1, Europa 2, Nord- und Zentralamerika, Südamerika, Naher Osten, Asien/Australasien und Afrika. Da in Asien/Australasien, Afrika und Südamerika jedoch keine entsprechenden Nationenpreisturniere durchgeführt werden, werden nur vier Ligen ausgetragen.
Bei jedem Nationenpreis der Serie werden Wertungspunkte vergeben. Dabei kommt das zur Saison 2014 überarbeitete Punktesystem erneut zur Anwendung:
| Platz  | 1   | 2  | 3  | 4  | 5  | 6  | 7  | 8  | 9  | 10 | weitere      |
| Punkte | 100 | 90 | 80 | 70 | 60 | 55 | 50 | 45 | 40 | 35 | keine Punkte |

Die Anzahl an Nationenpreisen, bei denen die Mannschaften Punkte sammeln können, schwankt je nach Liga: In der Europa-Liga 1 musste unverändert jeder nationale Verband zu Beginn der Saison vier Nationenpreise auswählen, bei denen die eigene Mannschaft Wertungspunkte für die Finalteilnahme sammeln konnte. Weitere Starts in anderen Nationenpreisen auch außerhalb der eigenen Liga sind möglich, bei diesen können jedoch keine Wertungspunkte gesammelt werden. In den übrigen Ligen ist eine vorherige Festlegung nicht erforderlich, in der Europa-Liga 2 zählen pro Equipe maximal die gesammelten Wertungspunkte von 50 Prozent der Nationenpreise dieser Liga.
Nach Abschluss der Saison, die sich von Mitte Februar bis Ende August 2016 erstreckt, wird ein Finalturnier durchgeführt. Austragungsort des Finals ist erneut Barcelona. Für das Finale qualifizieren sich 18 Mannschaften: aus Europa 1 sieben, aus Europa 2 zwei, aus Nord- und Zentralamerika zwei, aus Südamerika zwei, aus dem Mittleren Osten zwei, aus Asien/Australasien zwei und aus Afrika eine Equipe. Soweit sich das Gastgeberland des Finals nicht qualifiziert, darf dieses als 19. Mannschaft an den Start gehen. Die Bedeutung des Nationenpreisfinals für die europäischen Ligen sank jedoch, da die Abstiegsentscheidung nur noch anhand des Ligaendstands der Europa-Liga 1 fällt.

## Nahost-Liga
In ihrer vierten Saison umfasste die Nahost-Liga nur eine Wertungsprüfung, den Nationenpreis der Vereinigten Arabischen Emirate. Das CSIO 5*-Turnier President of UAE Show Jumping Cup wurde in al-Ain vom 17. bis 20. Februar 2016 ausgetragen.
Der Nationenpreis wurde Donnerstagnachmittag (18. Februar) durchgeführt. Der Sieg ging nach Frankreich, die beste Mannschaft aus der Nahostliga kam mit Katar auf den zweiten Rang. Für das Saisonfinale qualifizierte sich neben Katar auch Saudi-Arabien.
|             | Mannschaft                                        | Reiter                       | Pferd                   | 1. Umlauf   | 2. Umlauf   | Strafpunkte (Gesamt) | Stechen  | Stechen | Wertungs- punkte |
| Strafpunkte | Mannschaft                                        | Reiter                       | Pferd                   | Strafpunkte | Strafpunkte | Strafpunkte (Gesamt) | Zeit (s) |         | Wertungs- punkte |
| ----------- | ------------------------------------------------- | ---------------------------- | ----------------------- | ----------- | ----------- | -------------------- | -------- | ------- | ---------------- |
| 1           | Frankreich (Mannschaft aus der Europa-Liga 1)     | Mathieu Billot               | Shiva d’Amaury          | 0           | 4           |                      |          |         |                  |
| 1           | Frankreich (Mannschaft aus der Europa-Liga 1)     | Frederic David               | Equador van’t Roosakker | 0           | 4           |                      |          |         |                  |
| 1           | Frankreich (Mannschaft aus der Europa-Liga 1)     | Julien Gonin                 | Soleil de Cornu CH      | (4)         | 8           |                      |          |         |                  |
| 1           | Frankreich (Mannschaft aus der Europa-Liga 1)     | Jerome Hurel                 | Ohm de Ponthual         | 0           | (N.GES.)    |                      |          |         |                  |
| 1           | Frankreich (Mannschaft aus der Europa-Liga 1)     |                              |                         | 0           | 16          | 16                   |          |         | —                |
| 2           | Katar                                             | Bassem Hassan Mohammed       | California              | 4           | (19)        |                      |          |         |                  |
| 2           | Katar                                             | Hamad Ali Mohamed Al Attiyah | Appagino                | 4           | 5           |                      |          |         |                  |
| 2           | Katar                                             | Khalid Mohammed Al Emadi     | Tamira IV               | (5)         | 5           |                      |          |         |                  |
| 2           | Katar                                             | Ali bin Chalid Al Thani      | First Devision          | 0           | 0           |                      |          |         |                  |
| 2           | Katar                                             |                              |                         | 8           | 10          | 18                   |          |         | 90               |
| 3           | Schweiz (Mannschaft aus der Europa-Liga 1)        | Werner Muff                  | Pollendr                | 1           | 5           |                      |          |         |                  |
| 3           | Schweiz (Mannschaft aus der Europa-Liga 1)        | Christina Liebherr           | Akteur                  | 4           | 0           |                      |          |         |                  |
| 3           | Schweiz (Mannschaft aus der Europa-Liga 1)        | Edwin Smits                  | Copain du Perchet CH    | 4           | (9)         |                      |          |         |                  |
| 3           | Schweiz (Mannschaft aus der Europa-Liga 1)        | Claudia Gisler               | Cordel                  | (16)        | 5           |                      |          |         |                  |
| 3           | Schweiz (Mannschaft aus der Europa-Liga 1)        |                              |                         | 9           | 10          | 19                   |          |         | —                |
| 4           | Ukraine (Mannschaft aus der Europa-Liga 2)        | Cassio Rivetti               | Fine Fleur du Marais    | 0           | 1           |                      |          |         |                  |
| 4           | Ukraine (Mannschaft aus der Europa-Liga 2)        | Oleksandr Onischtschenko     | Valentino Velvet        | (17)        | 4           |                      |          |         |                  |
| 4           | Ukraine (Mannschaft aus der Europa-Liga 2)        | Ferenc Szentirmai            | Quickdiamond            | 8           | (5)         |                      |          |         |                  |
| 4           | Ukraine (Mannschaft aus der Europa-Liga 2)        | Ulrich Kirchhoff             | Prince de la Mare       | 5           | 4           |                      |          |         |                  |
| 4           | Ukraine (Mannschaft aus der Europa-Liga 2)        |                              |                         | 13          | 9           | 22                   |          |         | —                |
| 5           | Italien (Mannschaft aus der Europa-Liga 1)        |                              |                         | 10          | 13          | 23                   |          |         | —                |
| 6           | Irland (Mannschaft aus der Europa-Liga 1)         |                              |                         | 20          | 4           | 24                   |          |         | —                |
| 7           | Ägypten (Mannschaft aus Afrika)                   |                              |                         | 10          | 18          | 28                   |          |         | —                |
| 8           | Saudi-Arabien                                     |                              |                         | 14          | 33          | 47                   |          |         | 45               |
| 9           | Großbritannien (Mannschaft aus der Europa-Liga 1) |                              |                         | 22          |             |                      |          |         | —                |
| 9           | Syrien                                            |                              |                         | 22          |             |                      |          |         | —                |
| 11          | Vereinigte Arabische Emirate                      |                              |                         | 26          |             |                      |          |         | 0                |

(Ausgeklammerte Strafpunkte zählen als Streichergebnis nicht für das Mannschaftsergebnis)

## Nord- und Zentralamerikaliga
Im Jahr 2016 umfasste der Turnierkalender der Nord- und Zentralamerikaliga (vollständiger Name: North America, Central America and Caribbean Division) wieder drei Nationenpreisturniere, die alle in der ersten Jahreshälfte durchgeführt wurden.

### 1. Prüfung: Vereinigte Staaten
Zum zweiten Mal fand das US-amerikanische Nationenpreisturnier in der selbsternannten Horse Capital of the World, Ocala, statt. Das CSIO 4*-Turnier eröffnete die Nationenpreissaison 2016, es wurde als fünfte Woche der hier durchgeführten Turnierserie Ocala Winter Circuit vom 16. bis 21. Februar 2016 ausgerichtet.
Alle Mannschaften kamen auf eine recht hohe Anzahl an Startpunkten, die Equipe der Vereinigten Staaten von Amerika gewann die Prüfung.
|             | Mannschaft                                     | Reiter              | Pferd              | 1. Umlauf   | 2. Umlauf   | Strafpunkte (Gesamt) | Stechen  | Stechen | Preis- geld    | Wertungs- punkte |
| Strafpunkte | Mannschaft                                     | Reiter              | Pferd              | Strafpunkte | Strafpunkte | Strafpunkte (Gesamt) | Zeit (s) |         | Preis- geld    | Wertungs- punkte |
| ----------- | ---------------------------------------------- | ------------------- | ------------------ | ----------- | ----------- | -------------------- | -------- | ------- | -------------- | ---------------- |
| 1           | Vereinigte Staaten                             | McLain Ward         | Rothchild          | 0           | 4           |                      |          |         |                |                  |
| 1           | Vereinigte Staaten                             | Lauren Hough        | Cornet             | (4)         | 8           |                      |          |         |                |                  |
| 1           | Vereinigte Staaten                             | Todd Minikus        | Babalou            | 0           | (12)        |                      |          |         |                |                  |
| 1           | Vereinigte Staaten                             | Beezie Madden       | Breitling          | 0           | 1           |                      |          |         |                |                  |
| 1           | Vereinigte Staaten                             |                     |                    | 0           | 13          | 13                   |          |         | 38.950,50 US-$ | 100              |
| 2           | Mexiko                                         | Alberto Michán      | Warrant            | 4           | (19)        |                      |          |         |                |                  |
| 2           | Mexiko                                         | Eugenio Garza Perez | Bariano            | (8)         | 4           |                      |          |         |                |                  |
| 2           | Mexiko                                         | Federico Fernández  | Guru               | 4           | 4           |                      |          |         |                |                  |
| 2           | Mexiko                                         | Santiago Lambre     | Johnny Boy         | 1           | 4           |                      |          |         |                |                  |
| 2           | Mexiko                                         |                     |                    | 9           | 12          | 21                   |          |         | 22.580 US-$    | 90               |
| 3           | Kolumbien (Mannschaft aus Südamerika)          | Daniel Bluman       | Sancha             | (8)         | 0           |                      |          |         |                |                  |
| 3           | Kolumbien (Mannschaft aus Südamerika)          | Mark Bluman         | Copa Cabana        | 4           | (13)        |                      |          |         |                |                  |
| 3           | Kolumbien (Mannschaft aus Südamerika)          | Fernando Cárdenas   | Quincy Car         | 0           | 8           |                      |          |         |                |                  |
| 3           | Kolumbien (Mannschaft aus Südamerika)          | Roberto Teran       | Woklahoma          | 4           | 8           |                      |          |         |                |                  |
| 3           | Kolumbien (Mannschaft aus Südamerika)          |                     |                    | 8           | 16          | 24                   |          |         | 18.064 US-$    | —                |
| 4           | Australien (Mannschaft aus Asien/Australasien) | Matthew Williams    | Valinski S         | 1           | 4           |                      |          |         |                |                  |
| 4           | Australien (Mannschaft aus Asien/Australasien) | Harley Brown        | Apex               | (13)        | 8           |                      |          |         |                |                  |
| 4           | Australien (Mannschaft aus Asien/Australasien) | Thomas McDermott    | Quick Petite Folie | 10          | 5           |                      |          |         |                |                  |
| 4           | Australien (Mannschaft aus Asien/Australasien) | Scott Keach         | Fedor              | 0           | (12)        |                      |          |         |                |                  |
| 4           | Australien (Mannschaft aus Asien/Australasien) |                     |                    | 11          | 17          | 28                   |          |         | 13.548 US-$    | —                |
| 5           | Irland (Mannschaft aus der Europa-Liga 1)      |                     |                    | 21          | 12          | 33                   |          |         | 9.032 US-$     | —                |
| 6           | Kanada                                         |                     |                    | 24          | 21          | 45                   |          |         | 6.209 US-$     | 55               |
| 7           | Neuseeland (Mannschaft aus Asien/Australasien) |                     |                    | 22          | 33          | 55                   |          |         | 4.516 US-$     | —                |
| 8           | El Salvador                                    |                     |                    | 35          | AUFG        | —                    |          |         | —              | 45               |

(Ausgeklammerte Strafpunkte zählen als Streichergebnis nicht für das Mannschaftsergebnis)

### 2. Prüfung: Mexiko
Im Club Hipico Coapexpan in Xalapa fand das mexikanische Nationenpreisturnier statt. Das CSIO 4*-Turnier wurde vom 28. April bis 1. Mai 2016 ausgerichtet.
Im Nationenpreis gelang der Mannschaft Mexikos ein geschichtsträchtiger Erfolg. Erstmals seit 26 Jahren gewann Mexiko wieder einen Nationenpreis im Springreiten, dies gelang ihnen zuletzt im Jahr 1990 in Bratislava. Unter der Führung ihres Chefs d’Equipe, des ehemaligen US-amerikanischen Springreiters Norman Dello Joio, kamen die Mexikaner auf acht Strafpunkte und damit auf jeweils einen Hindernisabwurf Abstand zu den übrigen (zweitplatzierten) Mannschaften.
|             | Mannschaft         | Reiter                      | Pferd            | 1. Umlauf   | 2. Umlauf   | Strafpunkte (Gesamt) | Stechen  | Stechen | Preis- geld | Wertungs- punkte |
| Strafpunkte | Mannschaft         | Reiter                      | Pferd            | Strafpunkte | Strafpunkte | Strafpunkte (Gesamt) | Zeit (s) |         | Preis- geld | Wertungs- punkte |
| ----------- | ------------------ | --------------------------- | ---------------- | ----------- | ----------- | -------------------- | -------- | ------- | ----------- | ---------------- |
| 1           | Mexiko             | Nicolas Pizarro             | Temascaltepec    | 0           | 0           |                      |          |         |             |                  |
| 1           | Mexiko             | Juan Jose Zendejas Salgado  | Tino la Chapelle | 4           | (4)         |                      |          |         |             |                  |
| 1           | Mexiko             | Federico Fernández          | Guru             | (8)         | 4           |                      |          |         |             |                  |
| 1           | Mexiko             | Jose Antonio Chedraui Eguia | La Bamba         | 0           | 0           |                      |          |         |             |                  |
| 1           | Mexiko             |                             |                  | 4           | 4           | 8                    |          |         | 696.000 MXN | 100              |
| 2           | Kanada             | Yann Candele                | Showgirl         | (8)         | 4           |                      |          |         |             |                  |
| 2           | Kanada             | Tiffany Foster              | Southwind        | 0           | (5)         |                      |          |         |             |                  |
| 2           | Kanada             | Elizabeth Gingras           | Floreen          | 4           | 4           |                      |          |         |             |                  |
| 2           | Kanada             | Eric Lamaze                 | Coco Bongo       | 0           | 0           |                      |          |         |             |                  |
| 2           | Kanada             |                             |                  | 4           | 8           | 12                   |          |         | 402.000 MXN | 85               |
| 2           | Vereinigte Staaten | Jonathan McCrea             | Aristoteles V    | 4           | 4           |                      |          |         |             |                  |
| 2           | Vereinigte Staaten | Ali Wolff                   | Quirie           | 4           | 0           |                      |          |         |             |                  |
| 2           | Vereinigte Staaten | Christine Mc Crea           | Dynamo           | (12)        | (4)         |                      |          |         |             |                  |
| 2           | Vereinigte Staaten | Richard Spooner             | Big Red          | 0           | 0           |                      |          |         |             |                  |
| 2           | Vereinigte Staaten |                             |                  | 8           | 4           | 12                   |          |         | 402.000 MXN | 85               |

(Ausgeklammerte Strafpunkte zählen als Streichergebnis nicht für das Mannschaftsergebnis)

### 3. Prüfung: Kanada
Nachdem im Jahr 2015 in Kanada nur das nicht für die Nationenpreisserie zählende Nationenpreisturnier in Calgary ausgetragen wurde, fanden im Jahr 2016 zwei Nationenpreise in Kanada statt: Neben Calgary wurde auch Langley in British Columbia als Turnierstandort ausgewählt. Veranstaltet wurde das CSIO 4*-Turnier vom 1. bis 5. Juni 2016 im Thunderbird Show Park, wo bereits seit Jahren auch Weltcupturniere durchgeführt werden.
Der für den Nord- und Zentralamerikaliga zählende Nationenpreis fand am Nachmittag des 3. Juni statt. Nach dem ersten Umlauf der Prüfung lag die Equipe Mexikos fehlerfrei mit deutlichen Vorsprung in Führung. Im zweiten Umlauf holte Kanada deutlich auf, konnte trotz Fehlerlosigkeit jedoch nicht mehr an die Mexikaner herankommen, so dass die Schlussreiter Kanadas und Mexikos gar nicht mehr an den Start gingen. Nach langjähriger Pause gelang Mexiko damit der zweite Nationenpreissieg binnen weniger Wochen.
|             | Mannschaft                                | Reiter                     | Pferd                   | 1. Umlauf   | 2. Umlauf   | Strafpunkte (Gesamt) | Stechen  | Stechen | Preis- geld | Wertungs- punkte |
| Strafpunkte | Mannschaft                                | Reiter                     | Pferd                   | Strafpunkte | Strafpunkte | Strafpunkte (Gesamt) | Zeit (s) |         | Preis- geld | Wertungs- punkte |
| ----------- | ----------------------------------------- | -------------------------- | ----------------------- | ----------- | ----------- | -------------------- | -------- | ------- | ----------- | ---------------- |
| 1           | Mexiko                                    | Juan Jose Zendejas Salgado | Tino la Chapelle        | (12)        | 0           |                      |          |         |             |                  |
| 1           | Mexiko                                    | Patricio Pasquel           | Babel                   | 0           | 4           |                      |          |         |             |                  |
| 1           | Mexiko                                    | Francisco Pasquel          | Naranjo                 | 0           | 8           |                      |          |         |             |                  |
| 1           | Mexiko                                    | Alberto Michán             | Gigolo van de Broekkant | 0           | (N.GES.)    |                      |          |         |             |                  |
| 1           | Mexiko                                    |                            |                         | 0           | 12          | 12                   |          |         | 34,668 C $  | 100              |
| 2           | Kanada                                    | Tiffany Foster             | Victor                  | 0           | 0           |                      |          |         |             |                  |
| 2           | Kanada                                    | Ben Asselin                | Veyron                  | 4           | 0           |                      |          |         |             |                  |
| 2           | Kanada                                    | Amy Millar                 | Heros                   | (13)        | 0           |                      |          |         |             |                  |
| 2           | Kanada                                    | Eric Lamaze                | Coco Bongo              | 10          | (N.GES.)    |                      |          |         |             |                  |
| 2           | Kanada                                    |                            |                         | 14          | 0           | 14                   |          |         | 22.256 C $  | 90               |
| 3           | Irland (Mannschaft aus der Europa-Liga 1) | Daniel Coyle               | Tennyson                | 0           | 0           |                      |          |         |             |                  |
| 3           | Irland (Mannschaft aus der Europa-Liga 1) | James Chawke               | Eros H                  | 8           | (12)        |                      |          |         |             |                  |
| 3           | Irland (Mannschaft aus der Europa-Liga 1) | Jennifer Crooks            | Uryadi                  | (9)         | 8           |                      |          |         |             |                  |
| 3           | Irland (Mannschaft aus der Europa-Liga 1) | Conor Swail                | Grafton                 | 0           | 0           |                      |          |         |             |                  |
| 3           | Irland (Mannschaft aus der Europa-Liga 1) |                            |                         | 8           | 8           | 16                   |          |         | 16.692 C $  | —                |
| 4           | Vereinigte Staaten                        | Jonathan McCrea            | Special Lux             | 0           | 4           |                      |          |         |             |                  |
| 4           | Vereinigte Staaten                        | Karl Cook                  | Tembla                  | (9)         | (4)         |                      |          |         |             |                  |
| 4           | Vereinigte Staaten                        | Christine Mc Crea          | Nektarina B             | 9           | 0           |                      |          |         |             |                  |
| 4           | Vereinigte Staaten                        | Richard Fellers            | Flexible                | 0           | 4           |                      |          |         |             |                  |
| 4           | Vereinigte Staaten                        |                            |                         | 9           | 8           | 17                   |          |         | 11.984 C $  | 70               |

(Ausgeklammerte Strafpunkte zählen als Streichergebnis nicht für das Mannschaftsergebnis)

### Gesamtwertung Nord- und Zentralamerikaliga
Mit zwei Siegen und einem zweiten Platz sicherte sich Mexiko klar den Finaleinzug. Als zweite Mannschaft der Nord- und Zentralamerikaliga sicherten sich die Vereinigten Staaten von Amerika den Startplatz für Barcelona.
|   |                    | USA | MEX | CAN | Wertungs- punkte |
| - | ------------------ | --- | --- | --- | ---------------- |
| 1 | Mexiko             | 90  | 100 | 100 | 290              |
| 2 | Vereinigte Staaten | 100 | 85  | 70  | 255              |
| 3 | Kanada             | 55  | 85  | 90  | 230              |
| 4 | El Salvador        | 45  | —   | —   | 45               |

## Europa-Liga 1
Identisch zum Vorjahr nehmen zehn Mannschaften an der Europa-Liga 1 (Europe Division 1) teil. Für diese Liga qualifizierten sich die Mannschaften anhand folgender Regelungen:
1. Europäische Mannschaften, die im Nations-Cup-Finale 2015 auf die Plätze eins bis drei kamen (Belgien, Großbritannien und die Niederlande)
2. die führende Mannschaft der abschließenden Gesamtwertung der Europa-Liga 2 des Vorjahrs (Tschechien)
3. die zweitplatzierte Mannschaft der abschließenden Gesamtwertung der Europa-Liga 2 des Vorjahrs, soweit diese zu den besten acht Mannschaften des Nationenpreisfinals 2015 gezählt hätte (was nicht der Fall war)
4. weitere Mannschaften aus der letztjährigen Europa-Liga 1 anhand der Gesamtwertung des Vorjahres (Schweiz, Frankreich, Irland, Schweden, Deutschland und Italien)

Damit stieg nur Spanien aus der Europa-Liga 1 in die Europa-Liga 2 des Jahres 2016 ab. Die Abstiegsregeln für die Saison 2016 hingegen fallen schärfer aus: Die Europa-Liga 1 soll nur noch acht Mannschaften umfassen, was bereits bis zum Jahr 2013 der Fall war. Absteigen werden damit die Equipen, die sich am Ende der Saison 2016 auf den achten bis zehnten Platz der Gesamtwertung der Europa-Liga 1 befinden.

### 1. Prüfung: Belgien
Auch im Jahr 2016 sollte das belgische Nationenpreisturnier im Lummen den Auftakt der europäischen Spitzenliga bilden. Das Turnier, welches vom 27. April bis zum 1. Mai 2016 durchgeführt werden sollte, war jedoch von starken Regenfällen an den Tagen vor den Turnier betroffen. Da die Bedingungen für ein 5*-Turnier nicht angemessen waren, wurde das Turnier weitgehend abgebrochen, lediglich die Rahmenprüfungen und das Flandrische Springderby wurden ausgetragen.
Die Verbände von Belgien, Deutschland, Irland, Italien und Tschechien hatten Lummen als Prüfung, bei der sie Wertungspunkte sammeln wollen, ausgewählt. Da diesen Mannschaften durch die Absage ihr viertes Wertungsergebnis fehlen würde, wird an Stelle dessen ein Durchschnittsergebnis gewertet: Hierfür werden die Wertungspunkte der drei weiteren für die Gesamtwertung zählenden Wertungsturniere einer jeden Mannschaft zusammengerechnet und durch drei geteilt. Dieses Ergebnis geht zusätzlich in die Gesamtwertung ein.

### 2. Prüfung: Frankreich

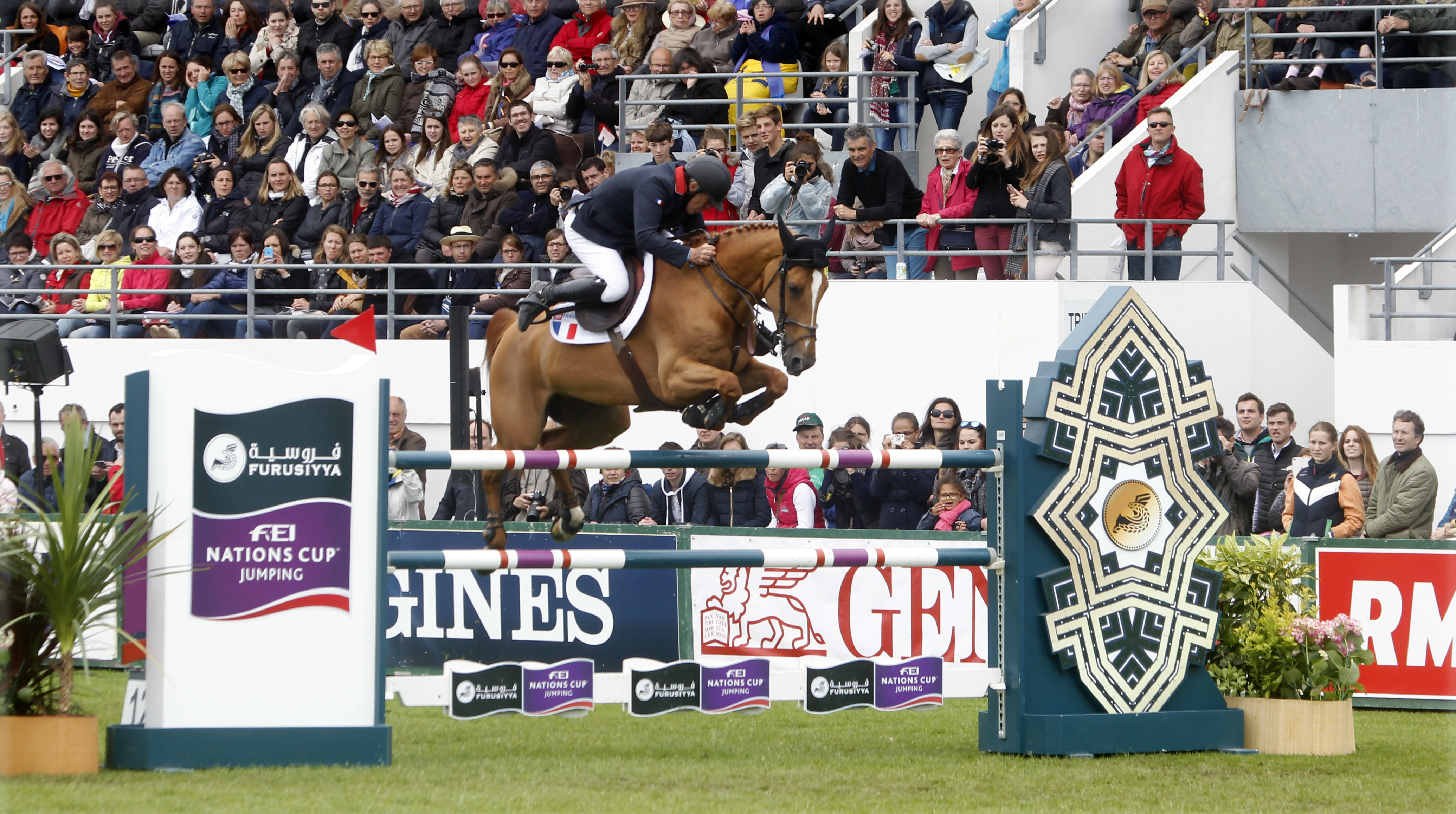
Bestandteil der Mannschaft der drittplatzierten Franzosen: Roger-Yves Bost und Sydney Une Prince

Am Pfingstwochenende, vom 12. bis 15. Mai 2016, wurde in La Baule-Escoublac das französische Nationenpreisturnier ausgetragen. Der Nationenpreis fand am 13. Mai ab 14 Uhr statt.
Nach dem ersten Umlauf des Nationenpreises waren noch vier Equipen ohne Strafpunkte geblieben. Von diesen meisterte die Mannschaft der Niederlande den zweiten Umlauf (mit nur einem Zeitstrafpunkt) am besten und gewannen damit die Prüfung. Die deutsche Equipe, die nach dem ersten Umlauf nur auf Platz sechs lag, bekam im zweiten Umlauf als einzige keine Strafpunkte hinzu, womit sie sich auf den vierten Platz vorarbeiten konnte.
In La Baule erhielten folgende Mannschaften Wertungspunkte: Belgien, Deutschland, Frankreich, Großbritannien und die Niederlande.
|             | Mannschaft                                                           | Reiter                     | Pferd                      | 1. Umlauf   | 2. Umlauf   | Strafpunkte (Gesamt) | Stechen  | Stechen | Wertungs- punkte |
| Strafpunkte | Mannschaft                                                           | Reiter                     | Pferd                      | Strafpunkte | Strafpunkte | Strafpunkte (Gesamt) | Zeit (s) |         | Wertungs- punkte |
| ----------- | -------------------------------------------------------------------- | -------------------------- | -------------------------- | ----------- | ----------- | -------------------- | -------- | ------- | ---------------- |
| 1           | Niederlande                                                          | Wout-Jan van der Schans    | Aquila                     | 0           | 0           |                      |          |         |                  |
| 1           | Niederlande                                                          | Leopold van Asten          | Zidane                     | 0           | 1           |                      |          |         |                  |
| 1           | Niederlande                                                          | Jur Vrieling               | Glasgow van’t Merelsnest   | (8)         | 0           |                      |          |         |                  |
| 1           | Niederlande                                                          | Willem Greve               | Carambole                  | 0           | (1)         |                      |          |         |                  |
| 1           | Niederlande                                                          |                            |                            | 0           | 1           | 1                    |          |         | 100              |
| 2           | Vereinigte Staaten (Mannschaft aus der Nord- und Zentralamerikaliga) | Lauren Hough               | Ohlala                     | 0           | (12)        |                      |          |         |                  |
| 2           | Vereinigte Staaten (Mannschaft aus der Nord- und Zentralamerikaliga) | Lucy Davis                 | Barron                     | (0)         | 0           |                      |          |         |                  |
| 2           | Vereinigte Staaten (Mannschaft aus der Nord- und Zentralamerikaliga) | Margie Goldstein-Engle     | Royce                      | 0           | 0           |                      |          |         |                  |
| 2           | Vereinigte Staaten (Mannschaft aus der Nord- und Zentralamerikaliga) | Todd Minikus               | Babalou                    | 0           | 4           |                      |          |         |                  |
| 2           | Vereinigte Staaten (Mannschaft aus der Nord- und Zentralamerikaliga) |                            |                            | 0           | 4           | 4                    |          |         | —                |
| 3           | Frankreich                                                           | Pénélope Leprevost         | Flora de Mariposa          | 0           | 0           |                      |          |         |                  |
| 3           | Frankreich                                                           | Simon Delestre             | Hermes Ryan                | 0           | 0           |                      |          |         |                  |
| 3           | Frankreich                                                           | Kevin Staut                | Reveur de Hurtebise        | 4           | (4)         |                      |          |         |                  |
| 3           | Frankreich                                                           | Roger-Yves Bost            | Sydney Une Prince          | (4)         | 1           |                      |          |         |                  |
| 3           | Frankreich                                                           |                            |                            | 4           | 1           | 5                    |          |         | 80               |
| 4           | Deutschland                                                          | Meredith Michaels-Beerbaum | Fibonacci                  | 8           | 0           |                      |          |         |                  |
| 4           | Deutschland                                                          | Christian Ahlmann          | Epleaser van’t Heike       | 0           | 5           |                      |          |         |                  |
| 4           | Deutschland                                                          | Daniel Deußer              | First Class van Eeckelghem | 0           | 0           |                      |          |         |                  |
| 4           | Deutschland                                                          | Ludger Beerbaum            | Chiara                     | (12)        | 0           |                      |          |         |                  |
| 4           | Deutschland                                                          |                            |                            | 8           | 0           | 8                    |          |         | 65               |
| 4           | Schweiz                                                              | Janika Sprunger            | Bonne Chance               | 0           | 4           |                      |          |         |                  |
| 4           | Schweiz                                                              | Paul Estermann             | Lord Pepsi                 | (12)        | 0           |                      |          |         |                  |
| 4           | Schweiz                                                              | Martin Fuchs               | Clooney                    | 0           | (8)         |                      |          |         |                  |
| 4           | Schweiz                                                              | Steve Guerdat              | Corbinian                  | 0           | 4           |                      |          |         |                  |
| 4           | Schweiz                                                              |                            |                            | 0           | 8           | 8                    |          |         | 65               |
| 6           | Großbritannien                                                       |                            |                            | 0           | 12          | 12                   |          |         | 55               |
| 7           | Belgien                                                              |                            |                            | 9           | 9           | 18                   |          |         | 50               |
| 8           | Brasilien (Mannschaft aus Südamerika)                                |                            |                            | 13          | 9           | 22                   |          |         | —                |

(Ausgeklammerte Strafpunkte zählen als Streichergebnis nicht für das Mannschaftsergebnis)

### 3. Prüfung: Italien
Vom 26. bis 29. Mai 2016 fand in der italienischen Hauptstadt zum 84. Mal der traditionsreiche CSIO Rom auf der Piazza di Siena im Park der Villa Borghese statt. Der Nationenpreis wurde am Nachmittag des 27. Mai durchgeführt.
Im ersten Umlauf der Prüfung blieb nur die Mannschaft Großbritanniens ohne Strafpunkte. Auch ihr Ergebnis von vier Strafpunkten war das beste Mannschaftsergebnis im zweiten Umlauf, so dass der Sieg mit acht Strafpunkten Vorsprung klar ausfiel. Wie bereits in La Baule startete die deutsche Equipe (die auch hier Wertungspunkte anstrebte) im zweiten Umlauf eine Aufholjagd, kam aber erneut nicht über eine Platzierung im Mittelfeld hinaus.
Neben Deutschland hatten auch Frankreich, die Niederlande, Großbritannien und Italien Rom ausgewählt, um hier Wertungspunkte zu sammeln.
|             | Mannschaft                                                           | Reiter             | Pferd                | 1. Umlauf   | 2. Umlauf   | Strafpunkte (Gesamt) | Stechen  | Stechen | Wertungs- punkte |
| Strafpunkte | Mannschaft                                                           | Reiter             | Pferd                | Strafpunkte | Strafpunkte | Strafpunkte (Gesamt) | Zeit (s) |         | Wertungs- punkte |
| ----------- | -------------------------------------------------------------------- | ------------------ | -------------------- | ----------- | ----------- | -------------------- | -------- | ------- | ---------------- |
| 1           | Großbritannien                                                       | Ben Maher          | Tic Tac              | 0           | (8)         |                      |          |         |                  |
| 1           | Großbritannien                                                       | Jessica Mendoza    | Spirit T             | 0           | 4           |                      |          |         |                  |
| 1           | Großbritannien                                                       | Michael Whitaker   | Cassionato           | (9)         | 0           |                      |          |         |                  |
| 1           | Großbritannien                                                       | John Whitaker      | Ornellaia            | 0           | 0           |                      |          |         |                  |
| 1           | Großbritannien                                                       |                    |                      | 0           | 4           | 4                    |          |         | 100              |
| 2           | Vereinigte Staaten (Mannschaft aus der Nord- und Zentralamerikaliga) | Kent Farrington    | Voyeur               | 0           | 4           |                      |          |         |                  |
| 2           | Vereinigte Staaten (Mannschaft aus der Nord- und Zentralamerikaliga) | Callan Solem       | Wizard               | (8)         | 4           |                      |          |         |                  |
| 2           | Vereinigte Staaten (Mannschaft aus der Nord- und Zentralamerikaliga) | Laura Kraut        | Zeremonie            | 0           | (4)         |                      |          |         |                  |
| 2           | Vereinigte Staaten (Mannschaft aus der Nord- und Zentralamerikaliga) | McLain Ward        | Azur                 | 0           | 0           |                      |          |         |                  |
| 2           | Vereinigte Staaten (Mannschaft aus der Nord- und Zentralamerikaliga) |                    |                      | 4           | 8           | 12                   |          |         | —                |
| 2           | Frankreich                                                           | Simon Delestre     | Hermes Ryan          | (12)        | 4           |                      |          |         |                  |
| 2           | Frankreich                                                           | Kevin Staut        | Reveur de Hurtebise  | 0           | 4           |                      |          |         |                  |
| 2           | Frankreich                                                           | Pénélope Leprevost | Vagabond de la Pomme | 0           | 0           |                      |          |         |                  |
| 2           | Frankreich                                                           | Roger-Yves Bost    | Sydney Une Prince    | 4           | (8)         |                      |          |         |                  |
| 2           | Frankreich                                                           |                    |                      | 4           | 8           | 12                   |          |         | 85               |
| 4           | Deutschland                                                          | Marco Kutscher     | Van Gogh             | 4           | 0           |                      |          |         |                  |
| 4           | Deutschland                                                          | Mario Stevens      | Brooklyn             | 5           | (4)         |                      |          |         |                  |
| 4           | Deutschland                                                          | Patrick Stühlmeyer | Lacan                | (8)         | 1           |                      |          |         |                  |
| 4           | Deutschland                                                          | Marcus Ehning      | Cornado NRW          | 0           | 4           |                      |          |         |                  |
| 4           | Deutschland                                                          |                    |                      | 9           | 5           | 14                   |          |         | 70               |
| 5           | Niederlande                                                          |                    |                      | 4           | 16          | 20                   |          |         | 60               |
| 6           | Kanada (Mannschaft aus der Nord- und Zentralamerikaliga)             |                    |                      | 9           | 13          | 22                   |          |         | —                |
| 7           | Schweden                                                             |                    |                      | 8           | 16          | 24                   |          |         | —                |
| 7           | Italien                                                              |                    |                      | 4           | 20          | 24                   |          |         | 47,5             |

(Ausgeklammerte Strafpunkte zählen als Streichergebnis nicht für das Mannschaftsergebnis)

### 4. Prüfung: Schweiz
In St. Gallen fand die Schweizer Etappe der Europa-Liga 1 des Nations Cups statt. Der CSIO Schweiz, das Nationenpreisturnier der Schweiz, wurde vom 2. bis 5. Juni 2016 im Stadion Gründenmoos ausgetragen.
Nach dem ersten Umlauf lag Deutschland auf dem ersten Platz, acht weitere Strafpunkte warfen die Mannschaft im zweiten Umlauf jedoch auf den zweiten Platz zurück. Diesen teilten sie sich gleich mit drei weiteren Equipen. Der Sieg ging hingegen an Irland, dessen Reiter mit den veränderten Bedingungen im zweiten Umlauf (einsetzender starker Regen) gut klarkamen und ohne Strafpunkte blieben.
Sowohl von Schweden als auch von der Schweiz gingen nur die Ergebnisse von drei Reitern in die Wertung ein, da sowohl Rolf-Göran Bengtsson als auch Martin Fuchs aufgrund von Blutspuren an ihren Pferden disqualifiziert wurden.
Wertungspunkte erhielten in St. Gallen folgende Mannschaften: Belgien, Irland, Schweden, die Schweiz und Tschechien.
|             | Mannschaft                                                           | Reiter                 | Pferd                 | 1. Umlauf   | 2. Umlauf   | Strafpunkte (Gesamt) | Stechen  | Stechen | Preis- geld | Wertungs- punkte |
| Strafpunkte | Mannschaft                                                           | Reiter                 | Pferd                 | Strafpunkte | Strafpunkte | Strafpunkte (Gesamt) | Zeit (s) |         | Preis- geld | Wertungs- punkte |
| ----------- | -------------------------------------------------------------------- | ---------------------- | --------------------- | ----------- | ----------- | -------------------- | -------- | ------- | ----------- | ---------------- |
| 1           | Irland                                                               | Denis Lynch            | All Star              | 4           | (4)         |                      |          |         |             |                  |
| 1           | Irland                                                               | Greg Patrick Broderick | Going Global          | 0           | 0           |                      |          |         |             |                  |
| 1           | Irland                                                               | Bertram Allen          | Molly Malone V        | (10)        | 0           |                      |          |         |             |                  |
| 1           | Irland                                                               | Cian O’Connor          | Good Luck             | 4           | 0           |                      |          |         |             |                  |
| 1           | Irland                                                               |                        |                       | 8           | 0           | 8                    |          |         | 64.000 €    | 100              |
| 2           | Vereinigte Staaten (Mannschaft aus der Nord- und Zentralamerikaliga) | Lauren Hough           | Ohlala                | 0           | 0           |                      |          |         |             |                  |
| 2           | Vereinigte Staaten (Mannschaft aus der Nord- und Zentralamerikaliga) | Lucy Davis             | Barron                | 4           | 0           |                      |          |         |             |                  |
| 2           | Vereinigte Staaten (Mannschaft aus der Nord- und Zentralamerikaliga) | Margie Goldstein-Engle | Royce                 | (8)         | 4           |                      |          |         |             |                  |
| 2           | Vereinigte Staaten (Mannschaft aus der Nord- und Zentralamerikaliga) | Todd Minikus           | Babalou               | 4           | (4)         |                      |          |         |             |                  |
| 2           | Vereinigte Staaten (Mannschaft aus der Nord- und Zentralamerikaliga) |                        |                       | 8           | 4           | 12                   |          |         | 28.000 €    | —                |
| 2           | Deutschland                                                          | Ludger Beerbaum        | Casello               | 4           | 4           |                      |          |         |             |                  |
| 2           | Deutschland                                                          | Janne Friederike Meyer | Goja                  | (12)        | 4           |                      |          |         |             |                  |
| 2           | Deutschland                                                          | Marcus Ehning          | Pret a Tout           | 0           | 0           |                      |          |         |             |                  |
| 2           | Deutschland                                                          | Hans-Dieter Dreher     | Cool and Easy         | 0           | (AUFG)      |                      |          |         |             |                  |
| 2           | Deutschland                                                          |                        |                       | 4           | 8           | 12                   |          |         | 28.000 €    | —                |
| 2           | Frankreich                                                           | Cédric Angot           | Saxo de la Cour       | 4           | 0           |                      |          |         |             |                  |
| 2           | Frankreich                                                           | Fabrice Dumartin       | Cannavaro             | (12)        | 0           |                      |          |         |             |                  |
| 2           | Frankreich                                                           | Timothee Anciaume      | Kiamon                | 4           | (4)         |                      |          |         |             |                  |
| 2           | Frankreich                                                           | Roger-Yves Bost        | Qoud’Coeur de la Loge | 4           | 0           |                      |          |         |             |                  |
| 2           | Frankreich                                                           |                        |                       | 12          | 0           | 12                   |          |         | 28.000 €    | —                |
| 2           | Schweden                                                             | Peder Fredricson       | All In                | 0           | 0           |                      |          |         |             |                  |
| 2           | Schweden                                                             | Malin Baryard-Johnsson | Cue Channa            | 4           | 0           |                      |          |         |             |                  |
| 2           | Schweden                                                             | Rolf-Göran Bengtsson   | Unita                 | (DISQ)      | (DISQ)      |                      |          |         |             |                  |
| 2           | Schweden                                                             | Helena Persson         | Bonzai H              | 8           | 0           |                      |          |         |             |                  |
| 2           | Schweden                                                             |                        |                       | 12          | 0           | 12                   |          |         | 28.000 €    | 75               |
| 6           | Schweiz                                                              | Martin Fuchs           | Clooney               | (DISQ)      | (DISQ)      |                      |          |         |             |                  |
| 6           | Schweiz                                                              | Steve Guerdat          | Bianca                | 4           | 4           |                      |          |         |             |                  |
| 6           | Schweiz                                                              | Paul Estermann         | Lord Pepsi            | 4           | 4           |                      |          |         |             |                  |
| 6           | Schweiz                                                              | Romain Duguet          | Quorida de Treho      | 0           | 4           |                      |          |         |             |                  |
| 6           | Schweiz                                                              |                        |                       | 8           | 12          | 20                   |          |         | 11.000 €    | 55               |
| 7           | Belgien                                                              |                        |                       | 16          | 12          | 28                   |          |         | 8.000 €     | —                |
| 8           | Tschechien                                                           |                        |                       | 20          | 18          | 38                   |          |         | 5.000 €     | 45               |

(Ausgeklammerte Strafpunkte zählen als Streichergebnis nicht für das Mannschaftsergebnis)

### 5. Prüfung: Niederlande
Der CHIO Rotterdam, das Nationenpreisturnier der Niederlande, wurde vom 22. bis zum 26. Juni 2016 durchgeführt. Im Nationenpreis von Rotterdam können folgende Mannschaften Wertungspunkte erhalten: Frankreich, Großbritannien, die Niederlande, Schweden und die Schweiz.
Bereits im ersten Umlauf setzte sich die Mannschaft der Niederlande ohne jeden Hindernisfehler an die Spitze des Feldes, bis auf die zweitplatzierten Equipen Deutschlands und der Schweiz (mit jeweils vier Strafpunkten) lagen die übrigen Mannschaften bereits weit zurück. Im zweiten Umlauf musste Maikel van der Vleuten als letzter Reiter der Niederlande überhaupt nicht mehr an den Start gehen, mit einem strafpunktfreien Endergebnis gewannen die Gastgeber. Die Schweiz konnte den zweiten Umlauf ebenso ohne zählende Strafpunkte beenden und kam so auf den zweiten Rang. Die deutsche Mannschaft, die vier championatserfahrene Reiter mit überwiegend nationenpreisunerfahren Pferden umfasste, kam auf den dritten Rang. Die weiteren Mannschaften folgten mit 13 bis 33 Strafpunkten auf den weiteren Plätzen, wobei die letzten beiden Plätze ausgerechnet beim für sie für die Gesamtwertung zählenden Nationenpreis von Rotterdam an Frankreich und Großbritannien gingen.
|             | Mannschaft                                                           | Reiter                 | Pferd                  | 1. Umlauf   | 2. Umlauf   | Strafpunkte (Gesamt) | Stechen  | Stechen | Preis- geld | Wertungs- punkte |
| Strafpunkte | Mannschaft                                                           | Reiter                 | Pferd                  | Strafpunkte | Strafpunkte | Strafpunkte (Gesamt) | Zeit (s) |         | Preis- geld | Wertungs- punkte |
| ----------- | -------------------------------------------------------------------- | ---------------------- | ---------------------- | ----------- | ----------- | -------------------- | -------- | ------- | ----------- | ---------------- |
| 1           | Niederlande                                                          | Harrie Smolders        | Emerald                | (1)         | 0           |                      |          |         |             |                  |
| 1           | Niederlande                                                          | Jur Vrieling           | Zirocco Blue           | 0           | 0           |                      |          |         |             |                  |
| 1           | Niederlande                                                          | Willem Greve           | Carambole              | 0           | 0           |                      |          |         |             |                  |
| 1           | Niederlande                                                          | Maikel van der Vleuten | Verdi                  | 0           | (N.GES.)    |                      |          |         |             |                  |
| 1           | Niederlande                                                          |                        |                        | 0           | 0           | 0                    |          |         | 64.000 €    | 100              |
| 2           | Schweiz                                                              | Janika Sprunger        | Bonne Chance           | 4           | 0           |                      |          |         |             |                  |
| 2           | Schweiz                                                              | Martin Fuchs           | Clooney                | 0           | 0           |                      |          |         |             |                  |
| 2           | Schweiz                                                              | Paul Estermann         | Castlefield Eclipse    | (19)        | (4)         |                      |          |         |             |                  |
| 2           | Schweiz                                                              | Steve Guerdat          | Nino des Buissonnets   | 0           | 0           |                      |          |         |             |                  |
| 2           | Schweiz                                                              |                        |                        | 4           | 0           | 4                    |          |         | 40.000 €    | 90               |
| 3           | Deutschland                                                          | Marco Kutscher         | Balermo                | 4           | (12)        |                      |          |         |             |                  |
| 3           | Deutschland                                                          | Daniel Deußer          | Equita van’t Zorgvliet | (9)         | 0           |                      |          |         |             |                  |
| 3           | Deutschland                                                          | Marcus Ehning          | Funky Fred             | 0           | 0           |                      |          |         |             |                  |
| 3           | Deutschland                                                          | Ludger Beerbaum        | Casello                | 0           | 4           |                      |          |         |             |                  |
| 3           | Deutschland                                                          |                        |                        | 4           | 4           | 8                    |          |         | 32.000 €    | —                |
| 4           | Schweden                                                             | Henrik von Eckermann   | Yajamila               | 8           | 4           |                      |          |         |             |                  |
| 4           | Schweden                                                             | Malin Baryard-Johnsson | Cue Channa             | 1           | 0           |                      |          |         |             |                  |
| 4           | Schweden                                                             | Charlotte Mordasini    | Romane du Theil        | (8)         | (4)         |                      |          |         |             |                  |
| 4           | Schweden                                                             | Peder Fredricson       | All In                 | 0           | 0           |                      |          |         |             |                  |
| 4           | Schweden                                                             |                        |                        | 9           | 4           | 13                   |          |         | 24.000 €    | 70               |
| 5           | Vereinigte Staaten (Mannschaft aus der Nord- und Zentralamerikaliga) |                        |                        | 16          | 0           | 16                   |          |         | 16.000 €    | —                |
| 6           | Belgien                                                              |                        |                        | 21          | 0           | 21                   |          |         | 11.000 €    | —                |
| 7           | Frankreich                                                           |                        |                        | 12          | 16          | 28                   |          |         | 8.000 €     | 50               |
| 8           | Großbritannien                                                       |                        |                        | 12          | 21          | 33                   |          |         | 5.000 €     | 45               |

(Ausgeklammerte Strafpunkte zählen als Streichergebnis nicht für das Mannschaftsergebnis)

### 6. Prüfung: Schweden
Die schwedische Etappe der Europa-Liga 1 wurde vom 7. bis 10. Juli 2016 im Rahmen der Falsterbo Horse Show in Skanör med Falsterbo ausgetragen. In Falsterbo hatten folgende Mannschaften die Möglichkeit, Wertungspunkte zu sammeln: Irland, die Niederlande, Schweden, die Schweiz und Tschechien.
Gleich drei Mannschaften gelang es, den ersten Umlauf des Nationenpreises ohne Strafpunkte zu beenden. Mit vier Strafpunkten mehr schlossen Deutschland und die Niederlande den ersten Umlauf ab. Während die deutsche Equipe das zweitschlechteste Mannschaftsergebnis im zweiten Umlauf verzeichnen musste (Tschechien kam erneut deutlich abgeschlagen auf den letzten Rang), glückte der Schweiz das Idealergebnis: In beiden Umläufen ohne Strafpunkte, gewannen die Eidgenossen die Prüfung und sammelten zudem 100 Wertungspunkte für die Gesamtwertung.
|             | Mannschaft                            | Reiter                    | Pferd                    | 1. Umlauf   | 2. Umlauf   | Strafpunkte (Gesamt) | Stechen  | Stechen | Preis- geld | Wertungs- punkte |
| Strafpunkte | Mannschaft                            | Reiter                    | Pferd                    | Strafpunkte | Strafpunkte | Strafpunkte (Gesamt) | Zeit (s) |         | Preis- geld | Wertungs- punkte |
| ----------- | ------------------------------------- | ------------------------- | ------------------------ | ----------- | ----------- | -------------------- | -------- | ------- | ----------- | ---------------- |
| 1           | Schweiz                               | Janika Sprunger           | Bonne Chance             | 0           | 0           |                      |          |         |             |                  |
| 1           | Schweiz                               | Werner Muff               | Pollendr                 | 0           | 0           |                      |          |         |             |                  |
| 1           | Schweiz                               | Paul Estermann            | Castlefield Eclipse      | 0           | 0           |                      |          |         |             |                  |
| 1           | Schweiz                               | Romain Duguet             | Quorida de Treho         | (N.GES.)    | (AUFG)      |                      |          |         |             |                  |
| 1           | Schweiz                               |                           |                          | 0           | 0           | 0                    |          |         | 64.000 €    | 100              |
| 2           | Schweden                              | Malin Baryard-Johnsson    | Cue Channa               | 0           | 4           |                      |          |         |             |                  |
| 2           | Schweden                              | Henrik von Eckermann      | Yajamila                 | 0           | (4)         |                      |          |         |             |                  |
| 2           | Schweden                              | Rolf-Göran Bengtsson      | Unita                    | 0           | 0           |                      |          |         |             |                  |
| 2           | Schweden                              | Peder Fredricson          | All In                   | (0)         | 0           |                      |          |         |             |                  |
| 2           | Schweden                              |                           |                          | 0           | 4           | 4                    |          |         | 40.000 €    | 90               |
| 3           | Großbritannien                        | Tim Stockdale             | Fleur de L’Aube          | 4           | 0           |                      |          |         |             |                  |
| 3           | Großbritannien                        | Tim Wilks                 | Quelbora Merze           | 0           | 0           |                      |          |         |             |                  |
| 3           | Großbritannien                        | Emma O’Dwyer              | Figero                   | 4           | 0           |                      |          |         |             |                  |
| 3           | Großbritannien                        | Joseph Clayton            | Con Man                  | (4)         | (17)        |                      |          |         |             |                  |
| 3           | Großbritannien                        |                           |                          | 8           | 0           | 8                    |          |         | 24.000 €    | —                |
| 3           | Niederlande                           | Jeroen Dubbeldam          | Zenith                   | 0           | 4           |                      |          |         |             |                  |
| 3           | Niederlande                           | Jur Vrieling              | Glasgow van’t Merelsnest | (9)         | (4)         |                      |          |         |             |                  |
| 3           | Niederlande                           | Wout-Jan van der Schans   | Aquila                   | 4           | 0           |                      |          |         |             |                  |
| 3           | Niederlande                           | Gerco Schröder            | London                   | 0           | 0           |                      |          |         |             |                  |
| 3           | Niederlande                           |                           |                          | 4           | 4           | 8                    |          |         | 24.000 €    | 70               |
| 3           | Brasilien (Mannschaft aus Südamerika) | Rodrigo Pessoa            | Cadjanine Z              | 0           | 8           |                      |          |         |             |                  |
| 3           | Brasilien (Mannschaft aus Südamerika) | Stephan de Freitas Barcha | Landpeter do Feroleto    | 0           | 0           |                      |          |         |             |                  |
| 3           | Brasilien (Mannschaft aus Südamerika) | Doda de Miranda           | Cornetto K               | 0           | 0           |                      |          |         |             |                  |
| 3           | Brasilien (Mannschaft aus Südamerika) | Marlon Modolo Zanotelli   | Cash del Mar Z           | (4)         | (AUFG)      |                      |          |         |             |                  |
| 3           | Brasilien (Mannschaft aus Südamerika) |                           |                          | 0           | 8           | 8                    |          |         | 24.000 €    | —                |
| 6           | Irland                                |                           |                          | 13          | 0           | 13                   |          |         | 9.500 €     | 52,5             |
| 6           | Deutschland                           | André Thieme              | Conthendrix              | 0           | 0           |                      |          |         |             |                  |
| 6           | Deutschland                           | Holger Wulschner          | Cha Cha Cha              | 4           | 8           |                      |          |         |             |                  |
| 6           | Deutschland                           | Mario Stevens             | Brooklyn                 | (4)         | (12)        |                      |          |         |             |                  |
| 6           | Deutschland                           | Janne Friederike Meyer    | Goja                     | 0           | 1           |                      |          |         |             |                  |
| 6           | Deutschland                           |                           |                          | 4           | 9           | 13                   |          |         | 9.500 €     | —                |
| 8           | Tschechien                            |                           |                          | 13          | 17          | 30                   |          |         | 5.000 €     | 45               |

(Ausgeklammerte Strafpunkte zählen als Streichergebnis nicht für das Mannschaftsergebnis)

### 7. Prüfung: Irland
Aufgrund des Austragungszeitraums der Reitsportwettbewerbe bei den Olympischen Sommerspielen in der ersten Augusthälfte wurde die Dublin Horse Show im Jahr 2016 nicht wie traditionell im August, sondern bereits vom 20. bis 24. Juli durchgeführt. Damit war die irische Etappe in diesem Jahr auch nicht die Abschlussprüfung der Europa-Liga 1. Wertungspunkte erhielten in Dublin die Mannschaften von Frankreich, Irland, Italien, Schweden und Tschechien.
Gleich drei Mannschaften lagen nach dem ersten Umlauf des Nationenpreises, der am Nachmittag des 22. Juli 2016 ausgetragen wurde, in Führung: Irland, Italien und die Vereinigten Staaten von Amerika. Während die ersteren beiden mit jeweils vier Reitern in den zweiten Umlauf gingen und hier erneut ohne Fehler blieben, war die Equipe der Vereinigten Staaten geschwächt: Jessica Springsteen konnte ihr Pferd Cynar im ersten Umlauf zwei Mal nicht zum Überwinden des Wassergrabens bewegen. Daher ging sie im zweiten Umlauf, dessen Parcours identisch zum ersten Umlauf war, nicht an den Start. Aufgrund der Fehler von Lauren Hough und Georgina Bloomberg rutschte die Mannschaft im zweiten Umlauf auf den dritten Platz ab.
Zwischen Irland und Italien hingegen wurde ein Stechen erforderlich. Die Equipechefs beider Nationen wählten jeweils ihren ersten Reiter als Stechreiter aus. Vorlegen musste im Stechen Irland, das Denis Lynch in den Stechparcours schickte. Lynch zeigte, nachdem er im zweiten Umlauf noch einen Zeitstrafpunkt kassiert hatte, mit All Star einen schnellen Ritt mit guten Wendungen. Vor dem letzten Hindernis drückte All Star jedoch nach links weg und lief am Hindernis vorbei. Denis Lynch musste neu anreiten und bekam zu den vier Strafpunkten noch zwei Zeitstrafpunkte hinzu. Diese Ausgangslage konnte Piergiorgio Bucci als zweiter Reiter im Stechen nutzen und sicherte sich mit einer fehlerlosen Runde den Sieg für Italien.
|             | Mannschaft                                                           | Reiter                 | Pferd                   | 1. Umlauf   | 2. Umlauf   | Strafpunkte (Gesamt) | Stechen  | Stechen | Preis- geld | Wertungs- punkte |
| Strafpunkte | Mannschaft                                                           | Reiter                 | Pferd                   | Strafpunkte | Strafpunkte | Strafpunkte (Gesamt) | Zeit (s) |         | Preis- geld | Wertungs- punkte |
| ----------- | -------------------------------------------------------------------- | ---------------------- | ----------------------- | ----------- | ----------- | -------------------- | -------- | ------- | ----------- | ---------------- |
| 1           | Italien                                                              | Piergiorgio Bucci      | Casallo Z               | 0           | 0           |                      | 0        | 47,85   |             |                  |
| 1           | Italien                                                              | Lorenzo de Luca        | Ensor de Litrange       | 0           | 0           |                      |          |         |             |                  |
| 1           | Italien                                                              | Emilio Bicocchi        | Ares                    | 0           | (8)         |                      |          |         |             |                  |
| 1           | Italien                                                              | Bruno Chimirri         | Tower Mouche            | (AUFG)      | 0           |                      |          |         |             |                  |
| 1           | Italien                                                              |                        |                         | 0           | 0           | 0                    | 0        | 47,85   | 64.000 €    | 100              |
| 2           | Irland                                                               | Denis Lynch            | All Star                | 0           | (1)         |                      | 6        | 57,84   |             |                  |
| 2           | Irland                                                               | Greg Patrick Broderick | Going Global            | 0           | 0           |                      |          |         |             |                  |
| 2           | Irland                                                               | Bertram Allen          | Hector van d’Abdijhoeve | (8)         | 0           |                      |          |         |             |                  |
| 2           | Irland                                                               | Cian O’Connor          | Good Luck               | 0           | 0           |                      |          |         |             |                  |
| 2           | Irland                                                               |                        |                         | 0           | 0           | 0                    | 6        | 57,84   | 40.000 €    | 90               |
| 3           | Vereinigte Staaten (Mannschaft aus der Nord- und Zentralamerikaliga) | Lauren Hough           | Ohlala                  | 0           | 8           |                      |          |         |             |                  |
| 3           | Vereinigte Staaten (Mannschaft aus der Nord- und Zentralamerikaliga) | Jessica Springsteen    | Cynar                   | (AUSG)      | (N.GES.)    |                      |          |         |             |                  |
| 3           | Vereinigte Staaten (Mannschaft aus der Nord- und Zentralamerikaliga) | Georgina Bloomberg     | Lilli                   | 0           | 4           |                      |          |         |             |                  |
| 3           | Vereinigte Staaten (Mannschaft aus der Nord- und Zentralamerikaliga) | Laura Kraut            | Cavalia                 | 0           | 0           |                      |          |         |             |                  |
| 3           | Vereinigte Staaten (Mannschaft aus der Nord- und Zentralamerikaliga) |                        |                         | 0           | 12          | 12                   |          |         | 28.000 €    | —                |
| 3           | Schweden                                                             | Peder Fredricson       | Flip’s Little Sparrow   | 0           | 4           |                      |          |         |             |                  |
| 3           | Schweden                                                             | Angelie von Essen      | Newton Abbot            | 4           | 0           |                      |          |         |             |                  |
| 3           | Schweden                                                             | Charlotte Mordasini    | Romane du Theil         | (4)         | 4           |                      |          |         |             |                  |
| 3           | Schweden                                                             | Douglas Lindelöw       | Zacramento              | 0           | (4)         |                      |          |         |             |                  |
| 3           | Schweden                                                             |                        |                         | 4           | 8           | 12                   |          |         | 28.000 €    | 75               |
| 5           | Großbritannien                                                       |                        |                         | 12          | 4           | 16                   |          |         | 13.500 €    | —                |
| 5           | Niederlande                                                          |                        |                         | 8           | 8           | 16                   |          |         | 13.500 €    | —                |
| 7           | Frankreich                                                           |                        |                         | 12          | 12          | 24                   |          |         | 8.000 €     | 50               |
| 8           | Tschechien                                                           |                        |                         | 18          | 12          | 30                   |          |         | 5.000 €     | 45               |

(Ausgeklammerte Strafpunkte zählen als Streichergebnis nicht für das Mannschaftsergebnis)

### 8. Prüfung: Vereinigtes Königreich
Die Royal International Horse Show bildete den Rahmen für die achte Station der Europa-Liga 1. Das Nationenpreisturnier des Vereinigten Königreichs wurde in Hickstead vom 28. bis 31. Juli 2016 und damit nur eine Woche vor Beginn der Olympischen Reitsportwettbewerbe ausgetragen. Bei dieser letzten Etappe der Saison hatten noch Belgien, Deutschland, Großbritannien, Italien und die Schweiz die Möglichkeit, Wertungspunkte zu sammeln.
Der Termin wirkte sich auch auf das Starterfeld das am Nachmittag des 29. Juli ausgerichteten Nationenpreises aus, die Nationen brachten größtenteils Reiter an den Start, die nicht bei den Olympischen Spielen starten sollen. Nach dem ersten Umlauf lagen zwei Mannschaften in Führung, die Niederlande und Deutschland. Während die Niederländer im zweiten Umlauf gleich drei Mal zwölf Strafpunkte zu ihrem Ergebnis hinzu bekam und auf den letzten Platz zurückfiel, lief es für die deutsche Equipe deutlich besser. Nachdem Deutschland bei den zwei bisherigen Nationenpreisen, bei denen es Wertungspunkte sammeln konnte, nur im Mittelfeld gelandet war, brachte es in Hickstead vier A-Kader-Reiter an den Start, hiervon drei mit ihren besten Pferden. Ludger Beerbaum, der sich erst kurz vor der Olympia-Nominierung für Casello statt Chiara entschieden hatte, war wie schon so häufig als Schlussreiter für die deutsche Equipe ausgewählt worden und brauchte aufgrund der Leistung seiner Mannschaftskollegen mit Chiara in beiden Umläufen gar nicht mehr an den Start gehen – bereits nach dem dritten deutschen Reiter im zweiten Umlauf stand der Sieg fest.
Die nur mit einem Einzelreiter bei den Olympischen Spielen startberechtigten Iren bekamen im ersten Umlauf vier Strafpunkte auf ihr Konto, mit dem gleichen Ergebnis im zweiten Umlauf sicherten sie sich zusammen mit Belgien den zweiten Platz. Dem Gastgeber fehlte trotz des Starts von vier ihrer besten nicht olympiaqualifizierten Paare das nötige Glück, alle britischen Reiter kassierten im zweiten Umlauf vier oder acht Strafpunkte, was sie auf den sechsten Rang zurückwarf. Noch schlechter lief es für Italien, dass wie Irland nur über einen Olympiastartplatz im Springreiten verfügt und so in Hickstead einige ihrer stärksten Pferd-Reiter-Paare an den Start brachte, aufgrund von 24 Strafpunkten im zweiten Umlauf teilen sie sich den letzten Platz mit den Niederlanden und bekamen damit nur wenige Wertungspunkte für die Gesamtwertung.
|             | Mannschaft                                                           | Reiter                     | Pferd                        | 1. Umlauf   | 2. Umlauf   | Strafpunkte (Gesamt) | Stechen  | Stechen | Preis- geld | Wertungs- punkte |
| Strafpunkte | Mannschaft                                                           | Reiter                     | Pferd                        | Strafpunkte | Strafpunkte | Strafpunkte (Gesamt) | Zeit (s) |         | Preis- geld | Wertungs- punkte |
| ----------- | -------------------------------------------------------------------- | -------------------------- | ---------------------------- | ----------- | ----------- | -------------------- | -------- | ------- | ----------- | ---------------- |
| 1           | Deutschland                                                          | Meredith Michaels-Beerbaum | Fibonacci                    | 0           | 0           |                      |          |         |             |                  |
| 1           | Deutschland                                                          | Janne Friederike Meyer     | Goja                         | 0           | 0           |                      |          |         |             |                  |
| 1           | Deutschland                                                          | Patrick Stühlmeyer         | Lacan                        | 0           | 0           |                      |          |         |             |                  |
| 1           | Deutschland                                                          | Ludger Beerbaum            | Chiara                       | (N.GES.)    | (N.GES.)    |                      |          |         |             |                  |
| 1           | Deutschland                                                          |                            |                              | 0           | 4           | 4                    |          |         | 64.000 €    | 100              |
| 2           | Irland                                                               | Bertram Allen              | Molly Malone V               | 4           | 4           |                      |          |         |             |                  |
| 2           | Irland                                                               | Billy Twomey               | Diaghilev                    | 0           | (4)         |                      |          |         |             |                  |
| 2           | Irland                                                               | Anthony Condon             | Aristio                      | 0           | 0           |                      |          |         |             |                  |
| 2           | Irland                                                               | Shane Breen                | Golden Hawk                  | (AUFG)      | 0           |                      |          |         |             |                  |
| 2           | Irland                                                               |                            |                              | 4           | 4           | 8                    |          |         | 36.000 €    | —                |
| 2           | Belgien                                                              | Olivier Philippaerts       | Challenge van de Begijnakker | 4           | 4           |                      |          |         |             |                  |
| 2           | Belgien                                                              | Catherine van Roosbroeck   | Gautcho da Quinta            | (DISQ)      | (DISQ)      |                      |          |         |             |                  |
| 2           | Belgien                                                              | Niels Bruynseels           | Cas de Liberte               | 0           | 0           |                      |          |         |             |                  |
| 2           | Belgien                                                              | Karel Cox                  | Cor van de Wateringhoeve     | 0           | 0           |                      |          |         |             |                  |
| 2           | Belgien                                                              |                            |                              | 4           | 4           | 8                    |          |         | 36.000 €    | 85               |
| 4           | Schweiz                                                              | Christina Liebherr         | Eagle Eye                    | 4           | 4           |                      |          |         |             |                  |
| 4           | Schweiz                                                              | Nadja Peter Steiner        | Capuera II                   | 4           | 0           |                      |          |         |             |                  |
| 4           | Schweiz                                                              | Claudia Gisler             | Cordel                       | 0           | (8)         |                      |          |         |             |                  |
| 4           | Schweiz                                                              | Werner Muff                | Pollendr                     | (4)         | 0           |                      |          |         |             |                  |
| 4           | Schweiz                                                              |                            |                              | 8           | 4           | 12                   |          |         | 20.000 €    | 65               |
| 4           | Vereinigte Staaten (Mannschaft aus der Nord- und Zentralamerikaliga) | Lillie Keenan              | Super Sox                    | 4           | 0           |                      |          |         |             |                  |
| 4           | Vereinigte Staaten (Mannschaft aus der Nord- und Zentralamerikaliga) | Paris Sellon               | Adare                        | 4           | (4)         |                      |          |         |             |                  |
| 4           | Vereinigte Staaten (Mannschaft aus der Nord- und Zentralamerikaliga) | Katherine Dinan            | Dougie Douglas               | 4           | 0           |                      |          |         |             |                  |
| 4           | Vereinigte Staaten (Mannschaft aus der Nord- und Zentralamerikaliga) | Lauren Hough               | Cornet                       | 8           | 0           |                      |          |         |             |                  |
| 4           | Vereinigte Staaten (Mannschaft aus der Nord- und Zentralamerikaliga) |                            |                              | 12          | 0           | 12                   |          |         | 20.000 €    | —                |
| 6           | Großbritannien                                                       |                            |                              | 4           | 16          | 20                   |          |         | 11.000 €    | 55               |
| 7           | Italien                                                              |                            |                              | 4           | 24          | 28                   |          |         | 6.500 €     | 47,5             |
| 7           | Niederlande                                                          |                            |                              | 0           | 28          | 28                   |          |         | 6.500 €     | —                |

(Ausgeklammerte Strafpunkte zählen als Streichergebnis nicht für das Mannschaftsergebnis)

### Gesamtwertung Europa-Liga 1
Die meisten Wertungspunkte sammelten in der Saison 2016 die Niederländer. Aufgrund des fehlenden Ergebnisses der ersten Wertungsprüfung und dem daher ersatzweise ermittelten Durchschnittsergebnis für fünf Mannschaften lag auf der letzten Wertungsprüfung in dieser Saison eine noch größerer Spannung und Bedeutung als in den vorangegangenen Jahren. Belgien kam in Hickstead noch auf den zweiten Platz, schlechte Platzierungen in La Baule und St. Gallen drückten ihr Durchschnittsergebnis, so dass die Mannschaft zu den Absteigern der Saison gehört. Die Briten konnten zwar einen Sieg verzeichnen, drei hintere Plätze bei den übrigen zählenden Wertungsprüfungen brachten sie auf den achten Platz in der Gesamtwertung, so dass auch sie die Europa-Liga 1 verlassen müssen. Bereits als Außenseiter ging Aufsteiger Tschechien in die Saison, vier letzte Plätze bestätigten dies, so dass die Tschechen direkt wieder in die Europa-Liga 2 absteigen. Die übrigen sieben Mannschaften verbleiben in der Europa-Liga 1 und sind zudem für das Nationenpreisfinale in Barcelona qualifiziert.
|    |                | FRA | ITA  | SUI | NED | SWE  | IRL | GBR  | Durchschnitts- ergebnis a | Wertungs- punkte |
| -- | -------------- | --- | ---- | --- | --- | ---- | --- | ---- | ------------------------- | ---------------- |
| 1  | Niederlande    | 100 | 60   | —   | 100 | 75   | —   | —    | —                         | 335              |
| 2  | Irland         | —   | —    | 100 | —   | 52,5 | 90  | —    | 80,83                     | 323,33           |
| 3  | Deutschland    | 65  | 70   | —   | —   | —    | —   | 100  | 78,33                     | 313,33           |
| 4  | Schweiz        | —   | —    | 55  | 90  | 100  | —   | 65   | —                         | 310              |
| 5  | Schweden       | —   | —    | 75  | 70  | 90   | 70  | —    | —                         | 305              |
| 6  | Frankreich     | 80  | 85   | —   | 50  | —    | 50  | —    | —                         | 265              |
| 7  | Italien        | —   | 47,5 | —   | —   | —    | 100 | 47,5 | 64,17                     | 259,17           |
| 8  | Großbritannien | 55  | 100  | —   | 45  | —    | —   | 55   | —                         | 255              |
| 9  | Belgien        | 50  | —    | 50  | —   | —    | —   | 85   | 61,67                     | 246,67           |
| 10 | Tschechien     | —   | —    | 45  | —   | 45   | 45  | —    | 45                        | 180              |

## Europa-Liga 2
In der Europa-Liga 2 können alle europäischen Mannschaften Wertungspunkte sammeln, die nicht der Europa-Liga 1 angehörten. Im Jahr 2016 hat die Europa-Liga 2 sieben Wertungsprüfungen. Ein slowakischer und ein san-marinesischer Nationenpreis waren nicht mehr Teil der Turnierserie, hierfür kam mit Celje das slowenische Nationenpreisturnier hinzu.
Abweichend zum Vorjahr mussten die Mannschaften im Vorfeld nicht festlegen, wo sie Wertungspunkte sammeln wollen. In die Gesamtwertung gehen jedoch nur die besten vier Ergebnisse einer jeden Nation ein.

### 1. Prüfung: Österreich
Das Linzer Pferdefestival, das österreichische Nationenpreisturnier, wurde vom 5. bis 8. Mai 2016 in Linz-Ebelsberg ausgetragen. Der Nationenpreis dieses CSIO 4*-Turniers wurde am 6. Mai ab 16 Uhr durchgeführt, es waren 13 Equipen am Start.
Nach dem ersten Umlauf lagen Polen und Norwegen auf den ersten beiden Plätzen, beide Equipen lediglich mit Zeitstrafpunkten. Beide Mannschaften zeigten im zweiten Umlauf ein deutlich schwächeres Ergebnis, dennoch reichte es für den Sieg bzw. den dritten Rang. Die erste von einer Reihe an Topplatzierungen errang die Ukraine mit dem zweiten Platz in Linz. Österreich und Luxemburg kamen in das Mittelfeld des Endklassements.
|             | Mannschaft                                     | Reiter                   | Pferd                | 1. Umlauf   | 2. Umlauf   | Strafpunkte (Gesamt) | Stechen  | Stechen | Preis- geld | Wertungs- punkte |
| Strafpunkte | Mannschaft                                     | Reiter                   | Pferd                | Strafpunkte | Strafpunkte | Strafpunkte (Gesamt) | Zeit (s) |         | Preis- geld | Wertungs- punkte |
| ----------- | ---------------------------------------------- | ------------------------ | -------------------- | ----------- | ----------- | -------------------- | -------- | ------- | ----------- | ---------------- |
| 1           | Polen                                          | Michał Kaźmierczak       | Que Pasa             | 1           | 5           |                      |          |         |             |                  |
| 1           | Polen                                          | Sandra Piwowarczyk-Bałuk | Chabento             | (9)         | (18)        |                      |          |         |             |                  |
| 1           | Polen                                          | Jarosław Skrzyczyński    | Crazy Quick          | 0           | 4           |                      |          |         |             |                  |
| 1           | Polen                                          | Krzysztof Ludwiczak      | Zoweja               | 0           | 5           |                      |          |         |             |                  |
| 1           | Polen                                          |                          |                      | 1           | 14          | 15                   |          |         | 16.000 €    | 100              |
| 2           | Ukraine                                        | Cassio Rivetti           | Fine Fleur du Marais | 0           | 4           |                      |          |         |             |                  |
| 2           | Ukraine                                        | Oleksandr Onischtschenko | Calcourt Falklund    | (8)         | (17)        |                      |          |         |             |                  |
| 2           | Ukraine                                        | Ferenc Szentirmai        | Zipper               | 8           | 4           |                      |          |         |             |                  |
| 2           | Ukraine                                        | René Tebbel              | Cooper               | 0           | 0           |                      |          |         |             |                  |
| 2           | Ukraine                                        |                          |                      | 8           | 8           | 16                   |          |         | 8.000 €     | 90               |
| 3           | Norwegen                                       | Therese Henriksen        | Clarkes Ferro        | 1           | 5           |                      |          |         |             |                  |
| 3           | Norwegen                                       | Cecilie Hatteland        | Alex                 | 0           | 8           |                      |          |         |             |                  |
| 3           | Norwegen                                       | John Gunvar Knutsen      | Zip                  | (13)        | (17)        |                      |          |         |             |                  |
| 3           | Norwegen                                       | Nicholai Lindbjerg       | Coquette             | 1           | 5           |                      |          |         |             |                  |
| 3           | Norwegen                                       |                          |                      | 2           | 18          | 20                   |          |         | 6.000 €     | 80               |
| 4           | Spanien                                        |                          |                      | 13          | 9           | 22                   |          |         | 3.000 €     | 67,5             |
| 4           | Japan (Mannschaft aus Asien/Australasien)      |                          |                      | 8           | 14          | 22                   |          |         | 3.000 €     | —                |
| 6           | Österreich                                     | Gerfried Puck            | Bionda               | 8           | 17          |                      |          |         |             |                  |
| 6           | Österreich                                     | Christian Rhomberg       | Saphyr des Lacs      | 4           | 1           |                      |          |         |             |                  |
| 6           | Österreich                                     | Astrid Kneifel           | Royal des Bissons    | (AUSG)      | (17)        |                      |          |         |             |                  |
| 6           | Österreich                                     | Max Kühner               | Chardonnay           | 0           | 4           |                      |          |         |             |                  |
| 6           | Österreich                                     |                          |                      | 12          | 22          | 34                   |          |         | 2.000 €     | 55               |
| 7           | Luxemburg                                      | Christian Weier          | Global               | 4           | 0           |                      |          |         |             |                  |
| 7           | Luxemburg                                      | Charlotte Bettendorf     | Queltis              | 4           | 8           |                      |          |         |             |                  |
| 7           | Luxemburg                                      | Marcel Ewen              | Orgueil Fontaine     | 4           | 21          |                      |          |         |             |                  |
| 7           | Luxemburg                                      |                          |                      | 12          | 29          | 41                   |          |         | 1.000 €     | 50               |
| 8           | Russland                                       |                          |                      | 14          | 42          | 56                   |          |         |             | 45               |
| 9           | Australien (Mannschaft aus Asien/Australasien) |                          |                      | 16          |             |                      |          |         |             | —                |
| 10          | Ungarn                                         |                          |                      | 17          |             |                      |          |         |             | 35               |
| 11          | Portugal                                       |                          |                      | 20          |             |                      |          |         |             | 0                |
| 11          | Slowakei                                       |                          |                      | 20          |             |                      |          |         |             | 0                |
| 13          | Litauen                                        |                          |                      | 54          |             |                      |          |         |             | 0                |

(Ausgeklammerte Strafpunkte zählen als Streichergebnis nicht für das Mannschaftsergebnis)

### 2. Prüfung: Slowenien
Erstmals war der CSIO Celje, seit 2014 das Nationenpreisturnier Sloweniens, eine Etappe des Furusiyya FEI Nations Cup. Das zweite Turnier der Europa-Liga 2 wurde vom 12. bis 15. Mai 2016 im Equestrian Centre Celje durchgeführt.
Nach dem ersten Umlauf des am Nachmittag des 13. Mai ausgetragenen Nationenpreises lagen die Ukraine und Österreich fehlerlos in Führung, auf dem dritten Platz fand sich Spanien mit einem Zeitstrafpunkt. Die übrigen neun Mannschaften folgten mit deutlichem Abstand. Die Dominanz dieser drei Equipen setzte sich auch im zweiten Umlauf fort, wobei Österreich jedoch zwölf Strafpunkte kassierte und auf den dritten Rang zurückfiel. Der Sieg ging an die für die Ukraine startende Mannschaft.
|             | Mannschaft | Reiter                   | Pferd                  | 1. Umlauf   | 2. Umlauf   | Strafpunkte (Gesamt) | Stechen  | Stechen | Preis- geld | Wertungs- punkte |
| Strafpunkte | Mannschaft | Reiter                   | Pferd                  | Strafpunkte | Strafpunkte | Strafpunkte (Gesamt) | Zeit (s) |         | Preis- geld | Wertungs- punkte |
| ----------- | ---------- | ------------------------ | ---------------------- | ----------- | ----------- | -------------------- | -------- | ------- | ----------- | ---------------- |
| 1           | Ukraine    | René Tebbel              | Cooper                 | 0           | 0           |                      |          |         |             |                  |
| 1           | Ukraine    | Oleksandr Onischtschenko | Calcourt Falklund      | (1)         | 5           |                      |          |         |             |                  |
| 1           | Ukraine    | Ferenc Szentirmai        | Chadino                | 0           | 0           |                      |          |         |             |                  |
| 1           | Ukraine    | Ulrich Kirchhoff         | Gabbiano               | 0           | (AUFG)      |                      |          |         |             |                  |
| 1           | Ukraine    |                          |                        | 0           | 5           | 5                    |          |         | 10.500 €    | 100              |
| 2           | Spanien    | Manuel Fernandez Saro    | Coreall                | (4)         | 8           |                      |          |         |             |                  |
| 2           | Spanien    | Pilar Lucrecia Cordon    | Goriana van Klapscheut | 0           | (8)         |                      |          |         |             |                  |
| 2           | Spanien    | Gerardo Menendez         | Cassino                | 0           | 0           |                      |          |         |             |                  |
| 2           | Spanien    | Eduardo Álvarez Aznar    | Chatman                | 1           | 0           |                      |          |         |             |                  |
| 2           | Spanien    |                          |                        | 1           | 8           | 9                    |          |         | 6.600 €     | 90               |
| 3           | Österreich | Gerfried Puck            | Bionda                 | (4)         | 8           |                      |          |         |             |                  |
| 3           | Österreich | Christian Rhomberg       | Saphyr des Lacs        | 0           | 0           |                      |          |         |             |                  |
| 3           | Österreich | Roland Englbrecht        | Poorboy                | 0           | (8)         |                      |          |         |             |                  |
| 3           | Österreich | Max Kühner               | Cielito Lindo          | 0           | 4           |                      |          |         |             |                  |
| 3           | Österreich |                          |                        | 0           | 12          | 12                   |          |         | 4.800 €     | 80               |
| 4           | Luxemburg  | Christian Weier          | Global                 | 0           | 0           |                      |          |         |             |                  |
| 4           | Luxemburg  | Victor Bettendorf        | Colchique du Gibet     | 8           | (20)        |                      |          |         |             |                  |
| 4           | Luxemburg  | Marcel Ewen              | Orgueil Fontaine       | (8)         | 9           |                      |          |         |             |                  |
| 4           | Luxemburg  | Charlotte Bettendorf     | Queltis                | 4           | 0           |                      |          |         |             |                  |
| 4           | Luxemburg  |                          |                        | 12          | 9           | 21                   |          |         | 3.300 €     | 70               |
| 5           | Ungarn     |                          |                        | 12          | 12          | 24                   |          |         | 1.575 €     | 57,5             |
| 5           | Russland   |                          |                        | 12          | 12          | 24                   |          |         | 1.575 €     | 57,5             |
| 7           | Portugal   |                          |                        | 8           | 24          | 32                   |          |         | 825 €       | 47,5             |
| 7           | Türkei     |                          |                        | 16          | 16          | 32                   |          |         | 825 €       | 47,5             |
| 9           | Polen      |                          |                        | 21          |             |                      |          |         |             | 40               |
| 10          | Slowenien  |                          |                        | 24          |             |                      |          |         |             | 35               |
| 11          | Litauen    |                          |                        | 26          |             |                      |          |         |             | —                |
| —           | Kroatien   |                          |                        | AUSG        |             |                      |          |         |             | —                |

(Ausgeklammerte Strafpunkte zählen als Streichergebnis nicht für das Mannschaftsergebnis)

### 3. Prüfung: Dänemark
Ebenso wie der CSIO Celje, wurde auch der CSIO in Odense auf der Insel Fünen im Jahr 2016 zum dritten Mal ausgetragen. Das dänische Nationenpreisturnier, ein CSIO 3*, fand vom 18. bis 22. Mai 2016 statt.
Im ersten Umlauf des am 20. Mai ab 16:30 Uhr durchgeführten Nationenpreises kamen die Ukraine und Belgien auf jeweils vier Strafpunkte, was ihnen die gemeinsame Führung einbrachte. Im zweiten Umlauf sammelten fast alle teilnehmenden Equipen zweistellige Strafpunktanzahlen. Mit nur acht Strafpunkten kam die Ukraine auf das beste Ergebnis im zweiten Umlauf, so dass die Mannschaft mit deutlichem Abstand die Prüfung gewann.
|             | Mannschaft                                     | Reiter                 | Pferd                     | 1. Umlauf   | 2. Umlauf   | Strafpunkte (Gesamt) | Stechen  | Stechen | Preis- geld | Wertungs- punkte |
| Strafpunkte | Mannschaft                                     | Reiter                 | Pferd                     | Strafpunkte | Strafpunkte | Strafpunkte (Gesamt) | Zeit (s) |         | Preis- geld | Wertungs- punkte |
| ----------- | ---------------------------------------------- | ---------------------- | ------------------------- | ----------- | ----------- | -------------------- | -------- | ------- | ----------- | ---------------- |
| 1           | Ukraine                                        | Cassio Rivetti         | Torgal de Virton          | 4           | 4           |                      |          |         |             |                  |
| 1           | Ukraine                                        | Ulrich Kirchhoff       | Gabbiano                  | 0           | 4           |                      |          |         |             |                  |
| 1           | Ukraine                                        | Ferenc Szentirmai      | Zipper                    | 0           | (8)         |                      |          |         |             |                  |
| 1           | Ukraine                                        | René Tebbel            | Giljandro van den Bosrand | (4)         | 0           |                      |          |         |             |                  |
| 1           | Ukraine                                        |                        |                           | 4           | 8           | 12                   |          |         | 8.400 €     | 100              |
| 2           | Niederlande (Mannschaft aus der Europa-Liga 1) | Robert Ehrens          | Hisa                      | 4           | 4           |                      |          |         |             |                  |
| 2           | Niederlande (Mannschaft aus der Europa-Liga 1) | Stefanie van den Brink | Baronescha                | 0           | 4           |                      |          |         |             |                  |
| 2           | Niederlande (Mannschaft aus der Europa-Liga 1) | Suzanne Tepper         | Dyango                    | (AUSG)      | (AUFG)      |                      |          |         |             |                  |
| 2           | Niederlande (Mannschaft aus der Europa-Liga 1) | Jur Vrieling           | Glasgow van’t Merelsnest  | 1           | 4           |                      |          |         |             |                  |
| 2           | Niederlande (Mannschaft aus der Europa-Liga 1) |                        |                           | 5           | 12          | 17                   |          |         | 6.750 €     | —                |
| 3           | Spanien                                        | Diego Perez Bilbao     | Corrada                   | 1           | (13)        |                      |          |         |             |                  |
| 3           | Spanien                                        | Armando Trapote        | Macao                     | (8)         | 12          |                      |          |         |             |                  |
| 3           | Spanien                                        | Laura Roquet Puignero  | Sandi Puigroq             | 5           | 0           |                      |          |         |             |                  |
| 3           | Spanien                                        | Manuel Añón            | Rackel Chavannaise        | 1           | 0           |                      |          |         |             |                  |
| 3           | Spanien                                        |                        |                           | 7           | 12          | 19                   |          |         | 5.250 €     | 80               |
| 4           | Belgien                                        |                        |                           | 4           | 21          | 25                   |          |         | 2.925 €     | 65               |
| 4           | Dänemark                                       |                        |                           | 16          | 9           | 25                   |          |         | 2.925 €     | 65               |
| 6           | Finnland                                       |                        |                           | 12          | 24          | 36                   |          |         | 1.650 €     | 55               |
| 7           | Deutschland (Mannschaft aus der Europa-Liga 1) | Nisse Lüneburg         | Cadensky                  | (12)        | 8           |                      |          |         |             |                  |
| 7           | Deutschland (Mannschaft aus der Europa-Liga 1) | Hans-Thorben Rüder     | Compagnon                 | 8           | (17)        |                      |          |         |             |                  |
| 7           | Deutschland (Mannschaft aus der Europa-Liga 1) | Evi Bengtsson          | Ulika                     | 0           | 5           |                      |          |         |             |                  |
| 7           | Deutschland (Mannschaft aus der Europa-Liga 1) | Jan Wernke             | Queen Mary                | 4           | 12          |                      |          |         |             |                  |
| 7           | Deutschland (Mannschaft aus der Europa-Liga 1) |                        |                           | 12          | 25          | 37                   |          |         | 1.200 €     | —                |
| 8           | Japan (Mannschaft aus Asien/Australasien)      |                        |                           | 18          | AUFG        | —                    |          |         | 900 €       | —                |
| 9           | Schweden (Mannschaft aus der Europa-Liga 1)    |                        |                           | 20          |             |                      |          |         |             | —                |
| 10          | Norwegen                                       |                        |                           | 21          |             |                      |          |         |             | 35               |
| 11          | Australien (Mannschaft aus Asien/Australasien) |                        |                           | 23          |             |                      |          |         |             | —                |
| 12          | Österreich                                     | Christoph Obernauer    | Magic                     | 4           |             |                      |          |         |             |                  |
| 12          | Österreich                                     | Josef Schwarz jun.     | Captain Future            | 8           |             |                      |          |         |             |                  |
| 12          | Österreich                                     | Marianne Schindele     | Outlaw II                 | 16          |             |                      |          |         |             |                  |
| 12          | Österreich                                     | Christian Rhomberg     | Saphyr des Lacs           | (DISQ)      |             |                      |          |         |             |                  |
| 12          | Österreich                                     |                        |                           | 28          |             |                      |          |         |             | —                |
| 13          | Polen                                          |                        |                           | 36          |             |                      |          |         |             | —                |

(Ausgeklammerte Strafpunkte zählen als Streichergebnis nicht für das Mannschaftsergebnis)

### 4. Prüfung: Portugal
Das westlichste Nationenpreisturnier Europas, der CSIO 3* von Lissabon, fand vom 24. bis 29. Mai 2016 statt. Am Abend des 27. Mai wurde der Nationenpreis durchgeführt. Nach dem ersten Umlauf der Prüfung lagen Frankreich und Spanien fehlerlos auf dem ersten Platz. Während die Franzosen mit 24 Strafpunkten im zweiten Umlauf auf den fünften Rang zurückfielen, konnte sich Spanien mit nur vier Strafpunkten seinen Sieg sichern.
|             | Mannschaft                                        | Reiter                 | Pferd                   | 1. Umlauf   | 2. Umlauf   | Strafpunkte (Gesamt) | Stechen  | Stechen | Preis- geld | Wertungs- punkte |
| Strafpunkte | Mannschaft                                        | Reiter                 | Pferd                   | Strafpunkte | Strafpunkte | Strafpunkte (Gesamt) | Zeit (s) |         | Preis- geld | Wertungs- punkte |
| ----------- | ------------------------------------------------- | ---------------------- | ----------------------- | ----------- | ----------- | -------------------- | -------- | ------- | ----------- | ---------------- |
| 1           | Spanien                                           | Manuel Fernandez Saro  | U Watch                 | (4)         | 4           |                      |          |         |             |                  |
| 1           | Spanien                                           | Paola Amilibia Puig    | Notre Star de la Nutria | 0           | 0           |                      |          |         |             |                  |
| 1           | Spanien                                           | Sergio Alvarez Moya    | Arrayan                 | 0           | (8)         |                      |          |         |             |                  |
| 1           | Spanien                                           | Eduardo Álvarez Aznar  | Fidux                   | 0           | 0           |                      |          |         |             |                  |
| 1           | Spanien                                           |                        |                         | 0           | 4           | 4                    |          |         | 8.471,71 €  | 100              |
| 2           | Portugal                                          | Antonio Matos Almeida  | Nikel de Presle         | 0           | (AUSG)      |                      |          |         |             |                  |
| 2           | Portugal                                          | Duarte Seabra          | Curra Quinn             | 5           | 4           |                      |          |         |             |                  |
| 2           | Portugal                                          | Luis Sabino Gonçalves  | Filou Imperio Egipcio   | (8)         | 4           |                      |          |         |             |                  |
| 2           | Portugal                                          | Mario Wilson Fernandes | Saltho de la Roque      | 0           | 0           |                      |          |         |             |                  |
| 2           | Portugal                                          |                        |                         | 5           | 8           | 13                   |          |         | 6.087,71 €  | 85               |
| 2           | Großbritannien (Mannschaft aus der Europa-Liga 1) | Anna Edwards           | Blazer B                | 4           | 1           |                      |          |         |             |                  |
| 2           | Großbritannien (Mannschaft aus der Europa-Liga 1) | Laura Robinson         | Jonti                   | (4)         | 8           |                      |          |         |             |                  |
| 2           | Großbritannien (Mannschaft aus der Europa-Liga 1) | Tim Wilks              | Quelbora Merze          | 0           | 0           |                      |          |         |             |                  |
| 2           | Großbritannien (Mannschaft aus der Europa-Liga 1) | Louise Saywell         | Dassler                 | 0           | (17)        |                      |          |         |             |                  |
| 2           | Großbritannien (Mannschaft aus der Europa-Liga 1) |                        |                         | 4           | 9           | 13                   |          |         | 6.087,71 €  | —                |
| 4           | Belgien (Mannschaft aus der Europa-Liga 1)        |                        |                         | 13          | 10          | 23                   |          |         | 3.852,71 €  | —                |
| 5           | Frankreich (Mannschaft aus der Europa-Liga 1)     |                        |                         | 0           | 24          | 24                   |          |         | 2.213,71 €  | —                |
| 6           | Italien (Mannschaft aus der Europa-Liga 1)        |                        |                         | 12          | 26          | 38                   |          |         | 1.766,71 €  | —                |
| 7           | Irland (Mannschaft aus der Europa-Liga 1)         |                        |                         | 25          | 31          | 56                   |          |         | 1.319,71 €  | —                |
| 8           | Brasilien (Mannschaft aus Südamerika)             |                        |                         | AUSG        |             |                      |          |         |             | —                |

(Ausgeklammerte Strafpunkte zählen als Streichergebnis nicht für das Mannschaftsergebnis)

### 5. Prüfung: Polen
Zum zweiten Mal in Folge wurde das polnische Nationenpreisturnier in Sopot als CSIO 5* ausgetragen. Das Turnier wurde vom 9. bis 12. Juni 2016 durchgeführt, der Nationenpreis fand am 10. Juni ab 14 Uhr statt.
Mit einem weiteren Sieg sicherte sich die Ukraine schon vor Ende der Saison die Qualifikation für das Nationenpreisfinale in Barcelona. Die Equipe Österreichs kam auf den zweiten Rang, die im Vorjahr siegreiche Mannschaft Deutschlands kam auf den siebenten Platz.
|             | Mannschaft                                        | Reiter              | Pferd                      | 1. Umlauf   | 2. Umlauf   | Strafpunkte (Gesamt) | Stechen  | Stechen | Preis- geld | Wertungs- punkte |
| Strafpunkte | Mannschaft                                        | Reiter              | Pferd                      | Strafpunkte | Strafpunkte | Strafpunkte (Gesamt) | Zeit (s) |         | Preis- geld | Wertungs- punkte |
| ----------- | ------------------------------------------------- | ------------------- | -------------------------- | ----------- | ----------- | -------------------- | -------- | ------- | ----------- | ---------------- |
| 1           | Ukraine                                           | Cassio Rivetti      | Fine Fleur du Marais       | 0           | 0           |                      |          |         |             |                  |
| 1           | Ukraine                                           | Ulrich Kirchhoff    | Prince de la Mare          | 0           | 4           |                      |          |         |             |                  |
| 1           | Ukraine                                           | Ferenc Szentirmai   | Chadino                    | (4)         | 0           |                      |          |         |             |                  |
| 1           | Ukraine                                           | René Tebbel         | Giljandro van den Bosrand  | 0           | (N.GES.)    |                      |          |         |             |                  |
| 1           | Ukraine                                           |                     |                            | 0           | 4           | 4                    |          |         | 123.000 PLN | 100              |
| 2           | Österreich                                        | Julia Kayser        | Ushi                       | 0           | 5           |                      |          |         |             |                  |
| 2           | Österreich                                        | Christian Rhomberg  | Saphyr des Lacs            | 0           | 4           |                      |          |         |             |                  |
| 2           | Österreich                                        | Roland Englbrecht   | Poorboy                    | (9)         | (AUSG)      |                      |          |         |             |                  |
| 2           | Österreich                                        | Max Kühner          | Chardonnay                 | 0           | 0           |                      |          |         |             |                  |
| 2           | Österreich                                        |                     |                            | 0           | 9           | 9                    |          |         | 76.000 PLN  | 90               |
| 3           | Belgien (Mannschaft aus der Europa-Liga 1)        | Nicola Philippaerts | Bisquet Balou C            | 0           | 0           |                      |          |         |             |                  |
| 3           | Belgien (Mannschaft aus der Europa-Liga 1)        | Niels Bruynseels    | Cas de Liberte             | 0           | 4           |                      |          |         |             |                  |
| 3           | Belgien (Mannschaft aus der Europa-Liga 1)        | Karel Cox           | Cor van de Wateringhoeve   | (8)         | 0           |                      |          |         |             |                  |
| 3           | Belgien (Mannschaft aus der Europa-Liga 1)        | Jerome Guery        | Grand Cru van de Rozenberg | 8           | (4)         |                      |          |         |             |                  |
| 3           | Belgien (Mannschaft aus der Europa-Liga 1)        |                     |                            | 8           | 4           | 16                   |          |         | 60.000 PLN  | —                |
| 4           | Spanien                                           |                     |                            | 6           | 10          | 16                   |          |         | 45.000 PLN  | 70               |
| 5           | Dänemark                                          |                     |                            | 9           | 9           | 18                   |          |         | 30.000 PLN  | 60               |
| 6           | Schweden (Mannschaft aus der Europa-Liga 1)       |                     |                            | 6           | 13          | 19                   |          |         | 21.000 PLN  | —                |
| 7           | Deutschland (Mannschaft aus der Europa-Liga 1)    | André Thieme        | Conthendrix                | 0           | 4           |                      |          |         |             |                  |
| 7           | Deutschland (Mannschaft aus der Europa-Liga 1)    | Denis Nielsen       | Cashmoaker                 | (9)         | (13)        |                      |          |         |             |                  |
| 7           | Deutschland (Mannschaft aus der Europa-Liga 1)    | Mario Stevens       | Brooklyn                   | 0           | 8           |                      |          |         |             |                  |
| 7           | Deutschland (Mannschaft aus der Europa-Liga 1)    | Patrick Stühlmeyer  | Lacan                      | 4           | 4           |                      |          |         |             |                  |
| 7           | Deutschland (Mannschaft aus der Europa-Liga 1)    |                     |                            | 4           | 16          | 20                   |          |         | 15.000 PLN  | —                |
| 8           | Australien (Mannschaft aus Asien/Australasien)    |                     |                            | 2           | 19          | 21                   |          |         | 10.000 PLN  | —                |
| 9           | Norwegen                                          |                     |                            | 10          |             |                      |          |         |             | 37,5             |
| 9           | Irland (Mannschaft aus der Europa-Liga 1)         |                     |                            | 10          |             |                      |          |         |             | —                |
| 11          | Japan (Mannschaft aus Asien/Australasien)         |                     |                            | 13          |             |                      |          |         |             | —                |
| 12          | Russland                                          |                     |                            | 16          |             |                      |          |         |             | —                |
| 13          | Polen                                             |                     |                            | 17          |             |                      |          |         |             | —                |
| 14          | Italien (Mannschaft aus der Europa-Liga 1)        |                     |                            | 20          |             |                      |          |         |             | —                |
| 15          | Großbritannien (Mannschaft aus der Europa-Liga 1) |                     |                            | 21          |             |                      |          |         |             | —                |

(Ausgeklammerte Strafpunkte zählen als Streichergebnis nicht für das Mannschaftsergebnis)

### 6. Prüfung: Ungarn
Zeitgleich zum deutschen Nationenpreisturnier in Aachen wurde der CSIO Budapest vom 14. bis 17. Juli 2016 durchgeführt. Das CSIO 3*-Turnier bildete den Rahmen für den ungarischen Nationenpreis.
In diesem Nationenpreis schied Luxemburg bereits nach dem ersten Umlauf aus, Österreich kam mit 20 Strafpunkten aus beiden Umläufen auf den fünften Rang. Zum ersten Mal in dieser Nations-Cup-Saison stand der Sieger nach zwei Umläufen noch nicht fest, ein Stechen zwischen Italien und Ungarn musste die Entscheidung bringen. Beide Reiter leisteten sich vier Strafpunkte, Gábor Szabó benötigte für den Stechparcours jedoch drei Sekunden weniger als sein italienischer Konkurrent und sicherte damit den Sieg für die Gastgeber.
|             | Mannschaft                                 | Reiter                | Pferd                                | 1. Umlauf   | 2. Umlauf   | Strafpunkte (Gesamt) | Stechen  | Stechen | Preis- geld | Wertungs- punkte |
| Strafpunkte | Mannschaft                                 | Reiter                | Pferd                                | Strafpunkte | Strafpunkte | Strafpunkte (Gesamt) | Zeit (s) |         | Preis- geld | Wertungs- punkte |
| ----------- | ------------------------------------------ | --------------------- | ------------------------------------ | ----------- | ----------- | -------------------- | -------- | ------- | ----------- | ---------------- |
| 1           | Ungarn                                     | Mariann Hugyecz       | Chacco Boy                           | 0           | 0           |                      |          |         |             |                  |
| 1           | Ungarn                                     | Gábor Szabó jr.       | Bolcsesz                             | 0           | 4           | 4                    | 39,52    |         |             |                  |
| 1           | Ungarn                                     | Balázs Horváth        | Zordon                               | 0           | 0           |                      |          |         |             |                  |
| 1           | Ungarn                                     | László Tóth           | Isti                                 | (AUFG)      | (4)         |                      |          |         |             |                  |
| 1           | Ungarn                                     |                       |                                      | 0           | 4           | 4                    | 4        | 39,52   | 10.200 €    | 100              |
| 2           | Italien                                    | Luca Maria Moneta     | Connery                              | (4)         | (4)         |                      |          |         |             |                  |
| 2           | Italien                                    | Paolo Paini           | Ottava Meraviglia di Ca’ San Giorgio | 0           | 0           |                      |          |         |             |                  |
| 2           | Italien                                    | Paolo Cannizzaro      | Cinnamon                             | 4           | 0           |                      |          |         |             |                  |
| 2           | Italien                                    | Luca Marziani         | Tokyo du Soleil                      | 0           | 0           | 4                    | 42,79    |         |             |                  |
| 2           | Italien                                    |                       |                                      | 4           | 0           | 4                    | 4        | 42,79   | 8.000 €     | 90               |
| 3           | Dänemark                                   | Sören Pedersen        | Chaloubet                            | 0           | 0           |                      |          |         |             |                  |
| 3           | Dänemark                                   | Rikke Haastrup        | Charleston K                         | (8)         | 4           |                      |          |         |             |                  |
| 3           | Dänemark                                   | Torben Frandsen       | Highrise                             | 4           | 4           |                      |          |         |             |                  |
| 3           | Dänemark                                   | Linnea Ericsson-Carey | Quidam’s Flower                      | 0           | (AUFG)      |                      |          |         |             |                  |
| 3           | Dänemark                                   |                       |                                      | 4           | 8           | 12                   |          |         | 4.800 €     | 80               |
| 4           | Norwegen                                   |                       |                                      | 8           | 8           | 16                   |          |         | 2.400 €     | 70               |
| 5           | Österreich                                 | Gerfried Puck         | Bionda                               | 8           | 8           |                      |          |         |             |                  |
| 5           | Österreich                                 | Christian Rhomberg    | Saphyr des Lacs                      | 0           | 0           |                      |          |         |             |                  |
| 5           | Österreich                                 | Christoph Obernauer   | Magic                                | (8)         | (8)         |                      |          |         |             |                  |
| 5           | Österreich                                 | Max Kühner            | Cielito Lindo                        | 4           | 0           |                      |          |         |             |                  |
| 5           | Österreich                                 |                       |                                      | 12          | 8           | 20                   |          |         | 1.800 €     | 60               |
| 6           | Polen                                      |                       |                                      | 9           | 12          | 21                   |          |         | 1.000 €     | 52,5             |
| 6           | Russland                                   |                       |                                      | 9           | 12          | 21                   |          |         | 1.000 €     | 52,5             |
| 8           | Schweiz (Mannschaft aus der Europa-Liga 1) | Evelyne Bussmann      | Fleury d’Aveline CH                  | (8)         | 0           |                      |          |         |             |                  |
| 8           | Schweiz (Mannschaft aus der Europa-Liga 1) | Fanny Queloz          | Tipsy du Terral                      | 4           | 4           |                      |          |         |             |                  |
| 8           | Schweiz (Mannschaft aus der Europa-Liga 1) | Adrian Schmid         | Camilla IX                           | 8           | 8           |                      |          |         |             |                  |
| 8           | Schweiz (Mannschaft aus der Europa-Liga 1) | Urs Fäh               | Quansas des Ivernons                 | 0           | (8)         |                      |          |         |             |                  |
| 8           | Schweiz (Mannschaft aus der Europa-Liga 1) |                       |                                      | 12          | 12          | 24                   |          |         | 800 €       | —                |
| 9           | Luxemburg                                  | Christian Weier       | Global                               | 4           |             |                      |          |         |             |                  |
| 9           | Luxemburg                                  | Charlotte Bettendorf  | Safir III                            | (8)         |             |                      |          |         |             |                  |
| 9           | Luxemburg                                  | Marcel Ewen           | Zidane D                             | 5           |             |                      |          |         |             |                  |
| 9           | Luxemburg                                  | Victor Bettendorf     | Sorbier Blanc                        | 4           |             |                      |          |         |             |                  |
| 9           | Luxemburg                                  |                       |                                      | 13          |             |                      |          |         |             | 40               |
| 10          | Türkei                                     |                       |                                      | 17          |             |                      |          |         |             | 35               |
| 11          | Slowakei                                   |                       |                                      | 21          |             |                      |          |         |             | 0                |
| 12          | Finnland                                   |                       |                                      | 24          |             |                      |          |         |             | 0                |
| 13          | Slowenien                                  |                       |                                      | AUSG        |             |                      |          |         |             | 0                |
| 14          | Bulgarien                                  |                       |                                      | AUFG        |             |                      |          |         |             | 0                |

(Ausgeklammerte Strafpunkte zählen als Streichergebnis nicht für das Mannschaftsergebnis)

### 7. Prüfung: Spanien
Den Abschluss der Europa-Liga 2 bildete 2016 der CSIO Gijón. Das Nationenpreisturnier von Gijón war das zweite CSIO 5*-Turnier im Rahmen der Europa-Liga 2, es fand vom 24. bis 29. August 2016 statt.
Im Nationenpreis, der am Nachmittag des 27. August durchgeführt wurde, gelang nur wenigen Reitern ein fehlerfreier Ritt. Im ersten Umlauf gelang es nur der Mannschaft Großbritanniens, mit weniger als 12 Strafpunkten abzuschließen. Obwohl es im zweiten Umlauf zu weniger Fehlern kam, während Großbritannien 12 Strafpunkte kassierte, war der Vorsprung aus dem ersten Umlauf doch so groß, dass es für die Briten zum Sieg reichte. Auf den zweiten Rang kamen die Gastgeber, Spanien war nach Abzug des Streichergebnisses im zweiten Umlauf fehlerfrei geblieben.
|             | Mannschaft                                               | Reiter                  | Pferd           | 1. Umlauf   | 2. Umlauf   | Strafpunkte (Gesamt) | Stechen  | Stechen | Preis- geld | Wertungs- punkte |
| Strafpunkte | Mannschaft                                               | Reiter                  | Pferd           | Strafpunkte | Strafpunkte | Strafpunkte (Gesamt) | Zeit (s) |         | Preis- geld | Wertungs- punkte |
| ----------- | -------------------------------------------------------- | ----------------------- | --------------- | ----------- | ----------- | -------------------- | -------- | ------- | ----------- | ---------------- |
| 1           | Großbritannien (Mannschaft aus der Europa-Liga 1)        | Tim Stockdale           | Fleur de l’Aube | 0           | 4           |                      |          |         |             |                  |
| 1           | Großbritannien (Mannschaft aus der Europa-Liga 1)        | Joe Whitaker            | Lola V          | (8)         | (12)        |                      |          |         |             |                  |
| 1           | Großbritannien (Mannschaft aus der Europa-Liga 1)        | Samuel Hutton           | Happydam        | 0           | 8           |                      |          |         |             |                  |
| 1           | Großbritannien (Mannschaft aus der Europa-Liga 1)        | Robert Bevis            | Courtney Z      | 4           | 0           |                      |          |         |             |                  |
| 1           | Großbritannien (Mannschaft aus der Europa-Liga 1)        |                         |                 | 4           | 12          | 16                   |          |         | 24.000,00 € | —                |
| 2           | Spanien                                                  | Eduardo Álvarez Aznar   | Fidux           | 5           | 0           |                      |          |         |             |                  |
| 2           | Spanien                                                  | Armando Trapote         | Macao           | 4           | (12)        |                      |          |         |             |                  |
| 2           | Spanien                                                  | Gerardo Menendez Mieres | Cassino         | (12)        | 0           |                      |          |         |             |                  |
| 2           | Spanien                                                  | Sergio Álvarez Moya     | Arrayan         | 8           | 0           |                      |          |         |             |                  |
| 2           | Spanien                                                  |                         |                 | 17          | 0           | 17                   |          |         | 16.000,00 € | 90               |
| 3           | Niederlande (Mannschaft aus der Europa-Liga 1)           | Doron Kuipers           | Zinius          | 4           | 0           |                      |          |         |             |                  |
| 3           | Niederlande (Mannschaft aus der Europa-Liga 1)           | Roelof Bril             | Arlando         | 4           | 4           |                      |          |         |             |                  |
| 3           | Niederlande (Mannschaft aus der Europa-Liga 1)           | Charlotte Verhagen      | Abache          | (13)        | (16)        |                      |          |         |             |                  |
| 3           | Niederlande (Mannschaft aus der Europa-Liga 1)           | Sanne Thijssen          | Captain Cooper  | 8           | 0           |                      |          |         |             |                  |
| 3           | Niederlande (Mannschaft aus der Europa-Liga 1)           |                         |                 | 16          | 4           | 20                   |          |         | 12.000,00 € | —                |
| 4           | Schweiz (Mannschaft aus der Europa-Liga 1)               | Nadja Peter-Steiner     | Capuera II      | (8)         | 0           |                      |          |         |             |                  |
| 4           | Schweiz (Mannschaft aus der Europa-Liga 1)               | Claudia Gisler          | Cordel          | 4           | 4           |                      |          |         |             |                  |
| 4           | Schweiz (Mannschaft aus der Europa-Liga 1)               | Vladya Reverdin         | Edison          | 5           | 4           |                      |          |         |             |                  |
| 4           | Schweiz (Mannschaft aus der Europa-Liga 1)               | Christina Liebherr      | Eagle Eye       | 5           | (8)         |                      |          |         |             |                  |
| 4           | Schweiz (Mannschaft aus der Europa-Liga 1)               |                         |                 | 14          | 8           | 22                   |          |         | 8.000,00 €  | —                |
| 5           | Kanada (Mannschaft aus der Nord- und Zentralamerikaliga) |                         |                 | 12          | 12          | 24                   |          |         | 5.000,00 €  | —                |
| 6           | Italien (Mannschaft aus der Europa-Liga 1)               |                         |                 | 17          | 8           | 25                   |          |         | 5.000,00 €  | —                |
| 7           | Frankreich (Mannschaft aus der Europa-Liga 1)            |                         |                 | 16          | 13          | 29                   |          |         | 3.000,00 €  | —                |
| 8           | Irland (Mannschaft aus der Europa-Liga 1)                |                         |                 | 17          | 20          | 37                   |          |         | 3.000,00 €  | —                |
| 9           | Ägypten (Mannschaft aus Afrika)                          |                         |                 | 17          |             |                      |          |         |             | —                |
| 10          | Mexiko (Mannschaft aus der Nord- und Zentralamerikaliga) |                         |                 | 21          |             |                      |          |         |             | —                |
| 11          | Portugal                                                 |                         |                 | 25          |             |                      |          |         |             | 0                |
| 12          | Norwegen                                                 |                         |                 | 34          |             |                      |          |         |             | 0                |

(Ausgeklammerte Strafpunkte zählen als Streichergebnis nicht für das Mannschaftsergebnis)

### Gesamtwertung Europa-Liga 2
Für das Nations-Cup-Finale qualifizieren sich aus der Europa-Liga 2 die zwei in der Gesamtwertung bestplatzierten Equipen, wobei pro Mannschaft maximal vier Ergebnisse in das Klassement eingehen. Bereits nach der fünften von acht Nationenpreisen hatte die Ukraine so viele Wertungspunkte gesammelt, dass ihnen einer der beiden Qualifikationsplätze nicht mehr zu nehmen war. Spanien sicherte sich den zweiten Startplatz für das Finale.
|    |            | AUT  | SLO  | DEN | POR | POL  | HUN  | ESP | Wertungs- punkte |
| -- | ---------- | ---- | ---- | --- | --- | ---- | ---- | --- | ---------------- |
| 1  | Ukraine    | 90   | 100  | 100 | —   | 100  | —    | —   | 390              |
| 2  | Spanien    | (65) | 90   | 80  | 100 | (70) | —    | 90  | 360              |
| 3  | Österreich | 55   | 80   | (0) | —   | 90   | 60   | —   | 285              |
| 4  | Norwegen   | 80   | —    | 35  | —   | 37,5 | 70   | (0) | 222,5            |
| 5  | Dänemark   | —    | —    | 70  | —   | 60   | 80   | —   | 210              |
| 6  | Polen      | 100  | 40   | 0   | —   | (0)  | 52,5 | —   | 192,5            |
| 6  | Ungarn     | 35   | 57,5 | —   | —   | —    | 100  | —   | 192,5            |
| 8  | Luxemburg  | 50   | 70   | —   | —   | —    | 40   | —   | 160              |
| 9  | Russland   | 45   | 57,5 | —   | —   | 0    | 52,5 | —   | 155              |
| 10 | Portugal   | —    | 47,5 | —   | 85  | —    | —    | 0   | 132,5            |
| 11 | Türkei     | —    | 47,5 | —   | —   | —    | 35   | —   | 82,5             |
| 12 | Finnland   | —    | —    | 55  | —   | —    | 0    | —   | 55               |
| 13 | Slowenien  | —    | 35   | —   | —   | —    | 0    | —   | 35               |
| 14 | Slowakei   | 0    | —    | —   | —   | —    | 0    | —   | 0                |
| 14 | Bulgarien  | —    | —    | —   | —   | —    | 0    | —   | 0                |

## Finale

### Allgemeines
Zum vierten Mal war das Nations-Cup-Finale, der Abschluss der Nationenpreisserie, zu Gast in Barcelona. Das Nationenpreisfinale wurde im Rahmen des CSIO Barcelona ausgerichtet. Das Turnier war als CSIO 5* ausgeschrieben und wurde vom 22. bis 25. September auf dem Gelände des Real Club de Polo de Barcelona durchgeführt.
Die erste Prüfung des Finals war eine Springprüfung nach Fehlern (ein Umlauf). Aus dieser Prüfung qualifizierten sich für die Abschlussprüfung die besten acht Mannschaften. Die Abschlussprüfung war als Springprüfung nach Fehlern und Zeit ausgeschrieben. Die Fehler aus der ersten Prüfung wurden nicht in die Abschlussprüfung mitgenommen. Bei einem Gleichstand auf dem ersten Platz (zu dem es kam) wurde die Abschlussprüfung in einem Stechen entschieden, in dem dann noch pro Mannschaft drei Reiter starteten.
Für die Mannschaften, die sich beim Finale nicht für die Abschlussprüfung qualifizierten, war eine Trostprüfung vorgesehen. Diese Prüfung war wie die Abschlussprüfung als Springprüfung mit einmalig möglichen Stechen ausgeschrieben, im Normalumlauf spielte Zeit jedoch nur im Bezug auf Zeitstrafpunkte eine Rolle.

### Mannschaften
Anhand des Nations-Cup-Reglements qualifizierten sich 18 Mannschaften für das Finale.
Aus den Ligen waren dies folgende Mannschaften:
- Europa-Liga 1:  Niederlande,  Irland,  Deutschland,  Schweiz,  Schweden,  Frankreich,  Italien
- Europa-Liga 2:  Ukraine,  Spanien
- Nahost-Liga:  Katar,  Saudi-Arabien
- Nord- und Zentralamerikaliga:  Mexiko,  Vereinigte Staaten

Aus den Regionen ohne Nationenpreisligen wurden folgende Mannschaften für das Finalturnier benannt:
- Südamerika:  Brasilien,  Kolumbien
- Asien/Australasien:  Australien,  Neuseeland
- Afrika:  Ägypten

Neuseeland verzichtete auf die Teilnahme in Barcelona, ebenso wie Japan als Nachrücker für Neuseeland. Auch aus der Nahostliga erklärte sich nur Katar zu einem Start in Barcelona bereit, sowohl Saudi-Arabien als auch die Vereinigten Arabischen Emirate als Nachrücker verzichteten. Die beiden damit freigewordenen Startplätze wurden an Belgien und Großbritannien vergeben.
Nach dem Untertauchen von Oleksandr Onyschtschenko und dem Verkauf etlicher Pferde der für die Ukraine startenden Reiter zog die Ukraine ihre Startbereitschaft für das Nationenpreisfinale zurück. Aus der Europa-Liga 2 wurde Österreich als Nachrücker benannt.

### Ergebnisse

#### Qualifikationsprüfung
Belgien, Vorjahressiegermannschaft des Nationenpreisfinals, blieb in der Qualifikationsprüfung ohne Fehler. Dies gelang auch Deutschland und die Vereinigten Staaten. Der Parcours der Prüfung war selektiv gebaut, sechs der 18 Mannschaften kamen auf ein Ergebnis von über 20 Strafpunkten.
|    | Mannschaft         | Reiter                 | Pferd                      | Strafpunkte |
| -- | ------------------ | ---------------------- | -------------------------- | ----------- |
| 1  | Belgien            | Nicola Philippaerts    | Bisquet Balou C            | (4)         |
| 1  | Belgien            | Niels Bruynseels       | Cas de Liberte             | 0           |
| 1  | Belgien            | Jérôme Guery           | Grand Cru van de Rozenberg | 0           |
| 1  | Belgien            | Gregory Wathelet       | Coree                      | 0           |
| 1  | Belgien            | 0                      |                            |             |
| 1  | Deutschland        | Christian Ahlmann      | Taloubet Z                 | 0           |
| 1  | Deutschland        | Marcus Ehning          | Pret A Tout                | 0           |
| 1  | Deutschland        | Daniel Deußer          | First Class van Eeckelghem | 0           |
| 1  | Deutschland        | Ludger Beerbaum        | Casello                    | (4)         |
| 1  | Deutschland        | 0                      |                            |             |
| 1  | Vereinigte Staaten | Lauren Hough           | Ohlala                     | 0           |
| 1  | Vereinigte Staaten | Audrey Coulter         | Capital Colnardo           | (8)         |
| 1  | Vereinigte Staaten | Lucy Davis             | Barron                     | 0           |
| 1  | Vereinigte Staaten | Laura Kraut            | Zeremonie                  | 0           |
| 1  | Vereinigte Staaten | 0                      |                            |             |
| 4  | Schweiz            | Romain Duguet          | Quorida de Treho           | (8)         |
| 4  | Schweiz            | Steve Guerdat          | Corbinian                  | 0           |
| 4  | Schweiz            | Paul Estermann         | Lord Pepsi                 | 4           |
| 4  | Schweiz            | Martin Fuchs           | Clooney                    | 0           |
| 4  | Schweiz            | 4                      |                            |             |
| 4  | Großbritannien     | Nick Skelton           | Big Star                   | 0           |
| 4  | Großbritannien     | Michael Whitaker       | Viking                     | 0           |
| 4  | Großbritannien     | Scott Brash            | Ursula XII                 | 4           |
| 4  | Großbritannien     | John Whitaker          | Ornellaia                  | (8)         |
| 4  | Großbritannien     | 4                      |                            |             |
| 4  | Italien            | Piergiorgio Bucci      | Casallo Z                  | 0           |
| 4  | Italien            | Lorenzo de Luca        | Ensor de Litrange LXII     | 0           |
| 4  | Italien            | Gianni Govoni          | Antonio                    | 4           |
| 4  | Italien            | Bruno Chimirri         | Tower Mouche               | (4)         |
| 4  | Italien            | 4                      |                            |             |
| 7  | Niederlande        | Harrie Smolders        | Emerald                    | 0           |
| 7  | Niederlande        | Maikel van der Vleuten | Arera C                    | 8           |
| 7  | Niederlande        | Jeroen Dubbeldam       | Carusso                    | (8)         |
| 7  | Niederlande        | Gerco Schröder         | London                     | 0           |
| 7  | Niederlande        | 8                      |                            |             |
| 7  | Irland             | Shane Breen            | Golden Hawk                | (8)         |
| 7  | Irland             | Darragh Kenny          | Go Easy de Muze            | 4           |
| 7  | Irland             | Denis Lynch            | All Star                   | 4           |
| 7  | Irland             | Greg Patrick Broderick | Going Global               | 0           |
| 7  | Irland             | 8                      |                            |             |
| 9  | Brasilien b        | Brasilien b            | Brasilien b                | 8           |
| 10 | Katar              | Katar                  | Katar                      | 10          |
| 11 | Frankreich         | Frankreich             | Frankreich                 | 12          |
| 12 | Spanien            | Spanien                | Spanien                    | 16          |
| 13 | Österreich         | Gerfried Puck          | Bionda                     | 12          |
| 13 | Österreich         | Christian Rhomberg     | Saphyr des Lacs            | 8           |
| 13 | Österreich         | Julia Kayser           | Cayetano Z                 | 4           |
| 13 | Österreich         | Max Kühner             | Cielito Lindo              | (12)        |
| 13 | Österreich         | 24                     |                            |             |
| 14 | Ägypten            | Ägypten                | Ägypten                    | 25          |
| 14 | Kolumbien          | Kolumbien              | Kolumbien                  | 25          |
| 16 | Mexiko             | Mexiko                 | Mexiko                     | 28          |
| 17 | Schweden           | Schweden               | Schweden                   | 30          |
| 18 | Australien         | Australien             | Australien                 | 37          |

(Ausgeklammerte Strafpunkte zählen als Streichergebnis nicht für das Mannschaftsergebnis)

#### Trostprüfung
Der Challenge Cup, die Trostprüfung für die nicht für die Abschlussprüfung qualifizierten Mannschaften sollte zunächst am Abend des 23. September 2016 durchgeführt werden. Aufgrund von Starkregen wurde die Prüfung jedoch abgesagt. Damit wäre Spanien anhand des Ergebnisses der Qualifikationsprüfung in die Europa-Liga 1 des Jahres 2017 aufgestiegen. Aufgrund des Protestes mehrerer Equipechefs entschied man sich daraufhin, die erste Prüfung des Sonntags abzusagen und an deren Stelle den Challenge Cup nachzuholen.
Der Parcours stellte die Mannschaften vor eine große Herausforderung: Alle Equipen kamen auf zweistellige Strafpunktzahlen, bis zum vorletzten Reiter gelang es keinem Reiter ohne Strafpunkte zu bleiben. Auch nur zwei Reiter kamen mit einem Zeitstrafpunkt in das Ziel. Vor den jeweils letzten Reiter lagen Katar und Brasilien mit jeweils 12 Strafpunkten in Führung. Bassem Hassan Mohammed bekam mit Dejavu für Katar vier Strafpunkte. Damit hatte Pedro Veniss als letzter Reiter die Entscheidung in seiner Hand. Sein Mannschaftskollege Stephan de Freitas Barcha war gestürzt, so dass für Brasilien kein Streichergebnis mehr möglich war. Veniss hielt dem Druck stand und blieb mit Quabri de L’Isle als einziger Reiter fehlerfrei, damit gewann Brasilien die Prüfung. Von den Mannschaften der Europa-Liga 2 kam Spanien auf den vierten Rang und Österreich auf den achten Rang, so dass sich Spanien auf diesem Weg den Aufstieg sicherte.
|    | Mannschaft | Reiter                        | Pferd                 | Strafpunkte | Preisgeld |
| -- | ---------- | ----------------------------- | --------------------- | ----------- | --------- |
| 1  | Brasilien  | Rodrigo Pessoa                | Cadjanine Z           | 4           |           |
| 1  | Brasilien  | Stephan de Freitas Barcha     | Landpeter do Feroleto | (AUSG)      |           |
| 1  | Brasilien  | Yuri Mansur Guerios           | Babylotte             | 8           |           |
| 1  | Brasilien  | Pedro Veniss                  | Quabri de L’Isle      | 0           |           |
| 1  | Brasilien  |                               |                       | 12          | 80.375 €  |
| 2  | Katar      | Hamad Ali Mohamed Al Attiyah  | Appagino              | 8           |           |
| 2  | Katar      | Ali bin Chalid Al Thani       | First Devision        | (8)         |           |
| 2  | Katar      | Ali Al Rumaihi                | Gunder                | 4           |           |
| 2  | Katar      | Bassem Hassan Mohammed        | Dejavu                | 4           |           |
| 2  | Katar      |                               |                       | 16          | 65.375 €  |
| 3  | Kolumbien  | Roberto Teran Tafur           | Brilliant du Rouet    | 1           |           |
| 3  | Kolumbien  | René Lopez                    | Con Dios III          | (13)        |           |
| 3  | Kolumbien  | Andres Peñalosa               | Cisco’s Zidane        | (AUFG)      |           |
| 3  | Kolumbien  | Carlos Enrique Lopez Lizarazo | Admara                | 4           |           |
| 3  | Kolumbien  |                               |                       | 18          | 50.375 €  |
| 4  | Spanien    | Manuel Fernandez Saro         | U Watch               | 5           |           |
| 4  | Spanien    | Pilar Lucrecia Cordon         | Gribouille du Lys     | (12)        |           |
| 4  | Spanien    | Gerardo Menendez Mieres       | Cassino               | 8           |           |
| 4  | Spanien    | Sergio Álvarez Moya           | Carlo                 | 8           |           |
| 4  | Spanien    |                               |                       | 21          | 30.375 €  |
| 4  | Frankreich | Kevin Staut                   | Reveur de Hurtebise   | 8           |           |
| 4  | Frankreich | Philippe Rozier               | Rahotep de Toscane    | 12          |           |
| 4  | Frankreich | Roger-Yves Bost               | Sydney Une Prince     | (AUFG)      |           |
| 4  | Frankreich | Pénélope Leprevost            | Flora de Mariposa     | 1           |           |
| 4  | Frankreich |                               |                       | 21          | 30.375 €  |
| 6  | Australien | James Paterson-Robinson       | Amarillo              | 5           |           |
| 6  | Australien | Julia Hargreaves              | Vedor                 | 15          |           |
| 6  | Australien | Evie Buller                   | Stanley               | (25)        |           |
| 6  | Australien | Edwina Tops-Alexander         | Ego van Orti          | 5           |           |
| 6  | Australien |                               |                       | 25          | 15.375 €  |
| 7  | Schweden   | Peder Fredricson              | Zaloubet              | 16          |           |
| 7  | Schweden   | Angelie von Essen             | Newton Abbot          | 5           |           |
| 7  | Schweden   | Charlotte Mordasini           | Romane du Theil       | (21)        |           |
| 7  | Schweden   | Rolf-Göran Bengtsson          | Clarimo               | 5           |           |
| 7  | Schweden   |                               |                       | 26          | 7.875 €   |
| 8  | Österreich | Gerfried Puck                 | Bionda                | (AUFG)      |           |
| 8  | Österreich | Christian Rhomberg            | Saphyr des Lacs       | 4           |           |
| 8  | Österreich | Julia Kayser                  | Cayetano Z            | 12          |           |
| 8  | Österreich | Max Kühner                    | Cielito Lindo         | 13          |           |
| 8  | Österreich |                               |                       | 29          | 7.875 €   |
| 9  | Mexiko     | Nicolas Pizarro               | Temascaltepec         | 12          |           |
| 9  | Mexiko     | Patricio Pasquel              | Babel                 | 12          |           |
| 9  | Mexiko     | Federico Fernández            | Guru                  | 9           |           |
| 9  | Mexiko     | Jose Antonio Chedraui Eguia   | Ninloubet             | 13          |           |
| 9  | Mexiko     |                               |                       | 33          | 7.875 €   |
| 10 | Ägypten    | Mohamed Taher Zeyada          | Zarco                 | 21          |           |
| 10 | Ägypten    | Mohamed Talaat                | Connaught             | 7           |           |
| 10 | Ägypten    | Abdel Said                    | California            | 8           |           |
| 10 | Ägypten    | Karim El Zoghby               | Amelia                | (N.GES.)    |           |
| 10 | Ägypten    |                               |                       | 36          | 4.125 €   |

(Ausgeklammerte Strafpunkte zählen als Streichergebnis nicht für das Mannschaftsergebnis)

#### Abschlussprüfung (Nations-Cup-Finale 2016)
Am Abend des 24. September 2016 wurde die Abschlussprüfung des Nations-Cup-Finals ausgerichtet. Das Reglement der mit 1,5 Millionen Euro sehr hoch dotierten Prüfung war im Vergleich zu den Vorjahren leicht verändert worden: In einem eventuell erforderlichen Stechen (zu dem es seit Wiedereinführung des Nationenpreisfinals noch nicht gekommen war) mussten nicht mehr drei Reiter pro Mannschaft an den Start gehen, sondern nur noch ein zuvor vom Equipechef benannter Reiter.
Anders als im Vorjahr kam es zu einigen Ritten ohne Hindernisfehler, stattdessen war die Zeit mit 76 Sekunden so knapp gewählt, dass es zu Zeitfehlern kam. Zwei Mannschaften dominierten die Prüfung: Großbritannien und Deutschland. Beide Mannschaften hatten im Vergleich zur Qualifikationsprüfung je einen Reiter ausgetauscht, aufgrund eines leichten Fiebers von Daniel Deußers Wallach war Janne Friederike Meyer nachgerückt.
Die deutsche Mannschaft musste einen Hindernisfehler von Marcus Ehning hinnehmen, Großbritannien erhielt 12 Startpunkte von ihrer Nachrückerin Jessica Mendoza. Alle weiteren Reiter der beiden Nationen blieben mit ihren Pferden fehlerfrei, so auch Ludger Beerbaum bei seinem 134. und letzten Nationenpreis für Deutschland. Somit konnten die strafpunktbelasteten Ergebnisse gestrichen werden, beide Mannschaften kamen auf ein fehlerfreies Gesamtergebnis. Die Equipe der Vereinigten Staaten hatte sich mit zwei fehlerlosen Ritten zum Ende hin noch nach vorne arbeiten können, gefährdete die Spitzengruppe jedoch nicht mehr und kam damit auf den dritten Rang.
Somit kam es zum ersten Mal in diesem Jahrzehnt zu einem Stechen um den Sieg im Nationenpreisfinale. Zunächst musste Großbritannien vorlegen: Wie bei ihrem Einzelolympiasieg wenige Wochen zuvor mussten Nick Skelton und Big Star mit einem zügigen fehlerfreien Ritt die Konkurrenz unter Druck setzen. Skelton kam ohne Strafpunkte in 41,57 Sekunden in das Ziel. Deutschland schickte Marcus Ehning mit Pret A Tout in das Stechen. Wie in ihrer letzten gemeinsamen Prüfung vier Wochen zuvor im Großen Preis von Münster, so waren Ehning und Pret A Tout auch in Barcelona nicht zu schlagen, beide kamen ohne Fehler in unter 40 Sekunden in das Ziel. Für Marcus Ehning war dies der zweite Sieg binnen eines Tages (er hatte am Nachmittag mit Funky Fred den Queen’s Cup gewonnen), für Deutschland war es der erste Sieg der Nationenpreisserie nach 2012.
|             | Mannschaft         | Reiter                 | Pferd                      | 1. Umlauf | 1. Umlauf   | Stechen  | Stechen | Preis- geld |
| Strafpunkte | Mannschaft         | Reiter                 | Pferd                      | Zeit (s)  | Strafpunkte | Zeit (s) |         | Preis- geld |
| ----------- | ------------------ | ---------------------- | -------------------------- | --------- | ----------- | -------- | ------- | ----------- |
| 1           | Deutschland        | Christian Ahlmann      | Taloubet Z                 | 0         |             |          |         |             |
| 1           | Deutschland        | Marcus Ehning          | Pret A Tout                | (4)       |             | 0        | 39,80   |             |
| 1           | Deutschland        | Janne Friederike Meyer | Goja                       | 0         |             |          |         |             |
| 1           | Deutschland        | Ludger Beerbaum        | Casello                    | 0         |             |          |         |             |
| 1           | Deutschland        |                        |                            | 0         |             | 0        | 39,80   | 500.000 €   |
| 2           | Großbritannien     | Nick Skelton           | Big Star                   | 0         |             | 0        | 41,57   |             |
| 2           | Großbritannien     | Michael Whitaker       | Viking                     | 0         |             |          |         |             |
| 2           | Großbritannien     | Jessica Mendoza        | Spirit T                   | (12)      |             |          |         |             |
| 2           | Großbritannien     | Scott Brash            | Ursula XII                 | 0         |             |          |         |             |
| 2           | Großbritannien     |                        |                            | 0         |             | 0        | 41,57   | 300.000 €   |
| 3           | Vereinigte Staaten | Lauren Hough           | Ohlala                     | 4         | 73,32       |          |         |             |
| 3           | Vereinigte Staaten | Audrey Coulter         | Capital Colnardo           | (8)       | (74,60)     |          |         |             |
| 3           | Vereinigte Staaten | Lillie Keenan          | Super Sox                  | 0         | 74,47       |          |         |             |
| 3           | Vereinigte Staaten | Laura Kraut            | Zeremonie                  | (4)       | 74,01       |          |         |             |
| 3           | Vereinigte Staaten |                        |                            | 4         | 221,80      |          |         | 200.000 €   |
| 4           | Italien            | Piergiorgio Bucci      | Casallo Z                  | (8)       | (72,54)     |          |         |             |
| 4           | Italien            | Lorenzo de Luca        | Ensor de Litrange LXII     | 0         | 72,53       |          |         |             |
| 4           | Italien            | Gianni Govoni          | Antonio                    | 1         | 76,06       |          |         |             |
| 4           | Italien            | Bruno Chimirri         | Tower Mouche               | 4         | 74,44       |          |         |             |
| 4           | Italien            |                        |                            | 5         | 223,03      |          |         | 135.000 €   |
| 5           | Irland             | Shane Breen            | Golden Hawk                | (8)       | (75,30)     |          |         |             |
| 5           | Irland             | Darragh Kenny          | Go Easy de Muze            | 0         | 74,87       |          |         |             |
| 5           | Irland             | Denis Lynch            | All Star                   | 1         | 76,42       |          |         |             |
| 5           | Irland             | Greg Patrick Broderick | Going Global               | 4         | 74,52       |          |         |             |
| 5           | Irland             |                        |                            | 5         | 225,81      |          |         | 110.000 €   |
| 6           | Schweiz            | Romain Duguet          | Quorida de Treho           | 0         | 74,68       |          |         |             |
| 6           | Schweiz            | Steve Guerdat          | Corbinian                  | (8)       | 75,26       |          |         |             |
| 6           | Schweiz            | Paul Estermann         | Lord Pepsi                 | 1         | 76,91       |          |         |             |
| 6           | Schweiz            | Martin Fuchs           | Clooney                    | 4         | 74,75       |          |         |             |
| 6           | Schweiz            |                        |                            | 5         | 226,34      |          |         | 90.000 €    |
| 7           | Belgien            | Nicola Philippaerts    | Bisquet Balou C            | 4         | 70,58       |          |         |             |
| 7           | Belgien            | Niels Bruynseels       | Cas de Liberte             | 8         | 74,38       |          |         |             |
| 7           | Belgien            | Jérôme Guery           | Grand Cru van de Rozenberg | (8)       | (75,43)     |          |         |             |
| 7           | Belgien            | Gregory Wathelet       | Coree                      | 4         | 72,03       |          |         |             |
| 7           | Belgien            |                        |                            | 16        | 216,99      |          |         | 85.000 €    |
| 8           | Niederlande        | Harrie Smolders        | Emerald                    | (9)       | (76,69)     |          |         |             |
| 8           | Niederlande        | Maikel van der Vleuten | Arera C                    | 8         | 75,50       |          |         |             |
| 8           | Niederlande        | Jeroen Dubbeldam       | Carusso                    | 4         | 75,42       |          |         |             |
| 8           | Niederlande        | Gerco Schröder         | London                     | 8         | 74,35       |          |         |             |
| 8           | Niederlande        |                        |                            | 20        | 225,27      |          |         | 80.000 €    |

(Ausgeklammerte Strafpunkte zählen als Streichergebnis nicht für das Mannschaftsergebnis)